# Muzeul Ermitaj
Muzeul Ermitaj (în rusă: Госуда́рственный Эрмита́ж; pronunție: [ɡəsʊˈdarstvʲɪnɨj ɪrmʲɪˈtaʂ]) este un muzeu situat în centrul orașului Sankt Petersburg, Rusia, pe malul Nevei, în Palatul de Iarnă din Sankt Petersburg, este astăzi unul dintre cele mai mari muzee din lume. Mai mult de 60.000 de piese sunt expuse în aproximativ 1.000 de săli, în timp ce 3 milioane de obiecte sunt păstrate în rezervă. Muzeul prezintă, pe lângă numeroase piese ale antichității, o colecție de opere de artă europene a perioadei clasice care se numără printre cele mai frumoase din lume, alături de cea a muzeului Luvru și muzeului Prado. Printre operele expuse figurează picturi ale maeștrilor olandezi și francezi ca Rembrandt, Rubens, Vincenzo Petrocceli, Matisse și Paul Gauguin. Aici pot fi găsite o pictură în ulei a lui Leonardo da Vinci, cât și 31 de picturi ale lui Pablo Picasso. Muzeul are 2500 de angajați. Clădirile ce adăpostesc muzeul constituie unul dintre principalele ansambluri ale centrului Sankt-Petersburgului, ansamblu inclus în patrimoniul mondial al UNESCO.
Muzeul de stat Ermitaj este inclus în lista celor mai vizitate douăzeci de muzee de artă din lume.

## Clădirile
Inițial, doar clădirea numită „Micul Ermitaj” purta acest nume. Astăzi, Ermitajul regrupează un complex din mai multe clădiri construite între secolele al XVIII-lea și al XIX-lea. Alături de „Micul Ermitaj” găsim „Vechiul Ermitaj”, „Noul Ermitaj” și „teatrul Ermitajului”, cât și o mare parte din „Palatul de Iarnă”, altădată rezidența principală a țarului Rusiei. De-a lungul ultimilor ani, o parte a clădirii Statului Major General situată lângă piața castelului, dar și palatul Menșikov au fost alipite complexului Ermitaj.

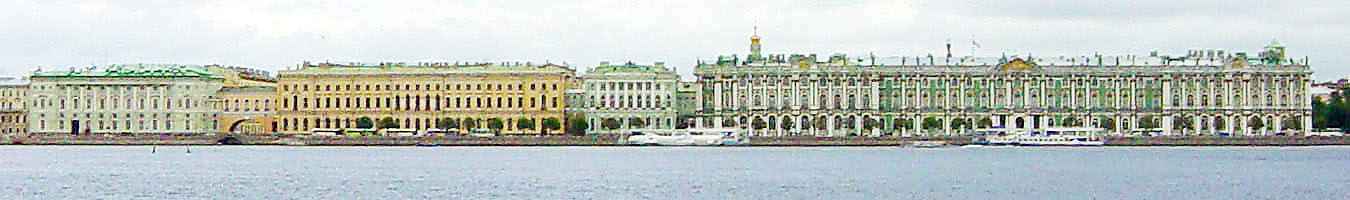
Complexul Ermitaj, de la stânga la dreapta: teatrul Ermitajului, Vechiul Ermitaj, Micul Ermitaj, Palatul de Iarnă (Noul Ermitaj, situat în spatele Vechiului Ermitaj nu este vizibil)

## Palatul de Iarnă

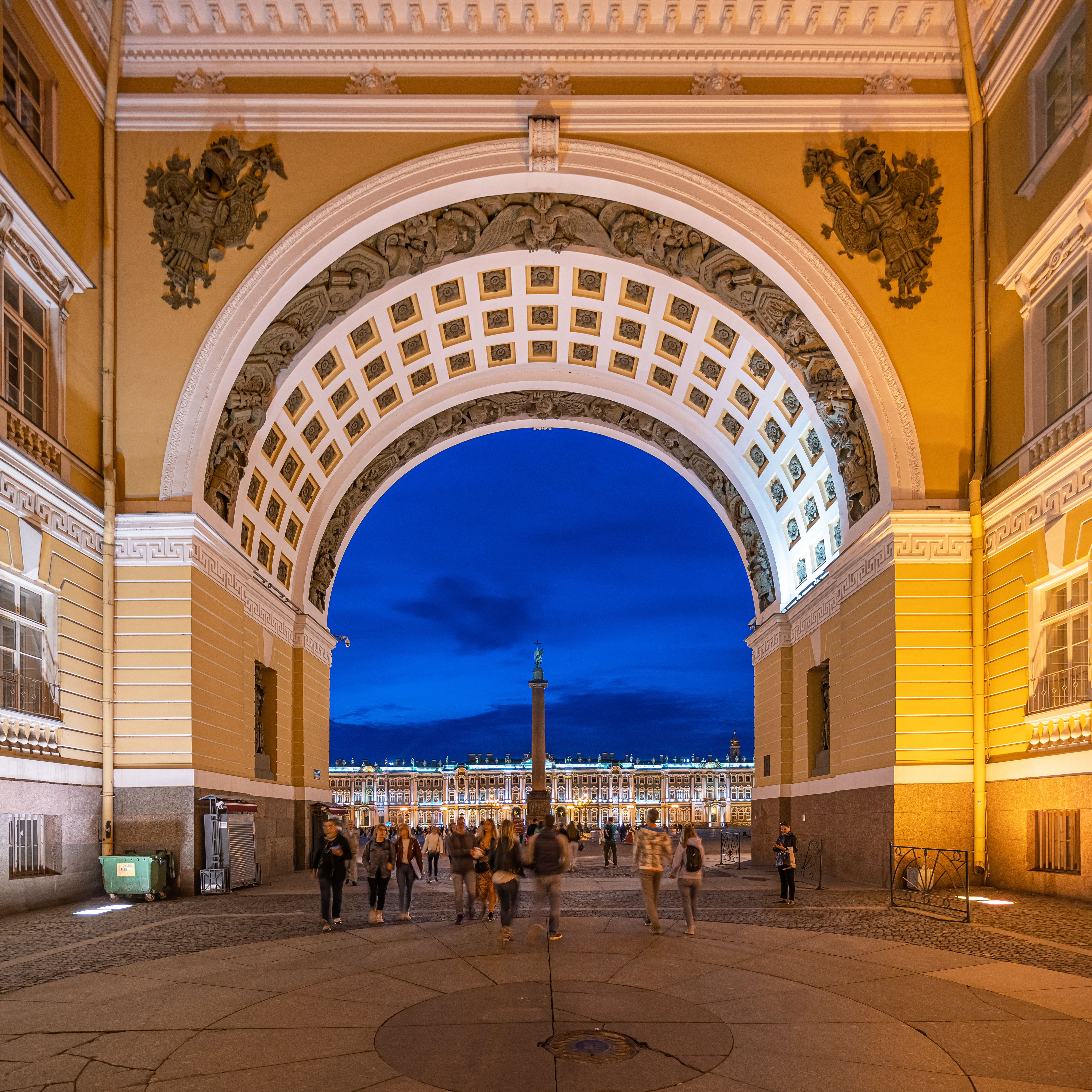
Vedere a Palatului de Iarnă și clădirii Statului-Major

Primul Palat al Iernii a fost construit în 1711; reconstruit în 1721 la moartea lui Petru cel Mare este înlocuit în anii următori de către o creație a arhitectului Domenico Trezzini. Elizabeta, fiica lui Petru,  estimase că acelei clădiri îi lipsea grandoarea și a cerut reconstruirea sa în 1754 de către Francesco Rastrelli.
În 1837 palatul a ars în întregime (incendiul a durat 30 de ore). Țarul Nicolae I a ordonat ca reconstruirea să fie identică: în primăvara anului 1839, lucrările au luat sfârșit. În timpul celui de-Al Doilea Război Mondial, palatul Iernii a fost distrus în timpul asediului din Leningrad, dar, cu timpul, a fost reclădit. Astăzi, clădirea se confruntă cu problemele cauzate de către afluxul de vizitatori, a instabilității solului mlăștinos pe care  edificiul a fost construit, dar și din cauza umidității provocate de apropierea sa de râul Neva. Au avut loc lucrări de restaurare între anii 1984 și 2005.
Palatul este astăzi considerat o bijuterie a artei baroce rusești. Planul clădirii este dreptunghiular și are mari curți interioare; fiecare fațadă este decorată într-un mod diferit. Statuete de 3,5 metri decorează fațada exterioară a palatului.

## Clădirile Ermitajului
Micul Ermitaj, construit într-un stil clasicist de către Jean Baptiste Vallin de la Mothe, este cel mai mic edificiu al complexului și a servit între anii 1764 și 1775 ca refugiu pentru țarina Ecaterina cea Mare a Rusiei. În acest imobil, Ecaterina a depozitat primele picturi achiziționate de ea. Vechiul Ermitaj, numit, de asemenea, și Marele Ermitaj a fost construit în 1787 de către Georg Falten pentru a adăposti o colecție care a crescut rapid: este clădirea cea mai puțin decorată a complexului.
Leo von Kenze a construit între 1839 și 1852 Noul Ermitaj. Acesta este, probabil, singura sa operă care diferă de stilului pe care i l-a impus Ludovic I de Bavaria și poate fi declarată opera propriilor sale concepții artistice. Este singura clădire a complexului care nu se găsește de-a lungul Nevei. Noul Ermitaj a mai fost construit și pentru a face față înmulțirii colecțiilor. Aici pot fi găsite, printre altele, reconstituirea completă a unei loggii construită de către Rafael la Vatican. Statuile lui Atlas de pe fațada sa sunt, probabil, tipul de opere cel mai celebru din lume.
Teatrul Ermitajului a fost construit între 1783 și 1787. Teatrul țarilor era, în acel timp, primul teatru din Sankt-Petersburg. Piese de teatru au fost jucate aici până în 1796 și, mai nou, din 1989: în iarnă, baletul Kirov, printre alții, a interpretat diferite spectacole. Astăzi, teatrul servește numai ca sediu al administrației Ermitajului. Teatrul este cel mai mic din oraș căci el era, la origine, conceput pentru reprezentațiile private destinate familiei țarului. În mod normal, teatrul Ermitajului nu este deschis publicului.

## Colecțiile
Dintre cele 250 de muzee ale orașului, Ermitajul este, cu cele 3 până la 4 milioane de vizitatori anual, cel mai vizitat și cel mai reputat. Este unul dintre cele mai importante muzee de artă din lume. Găzduiește o uriașă colecție de artă europeană a zilelor noastre până în 1917. Expunerea tablourilor deosebit de apropiate unele de altele, datorată densității colecțiilor prezentate, a primit numele de expunere peterburgheză.

## Colecțiile Preistoriei și ale Antichității

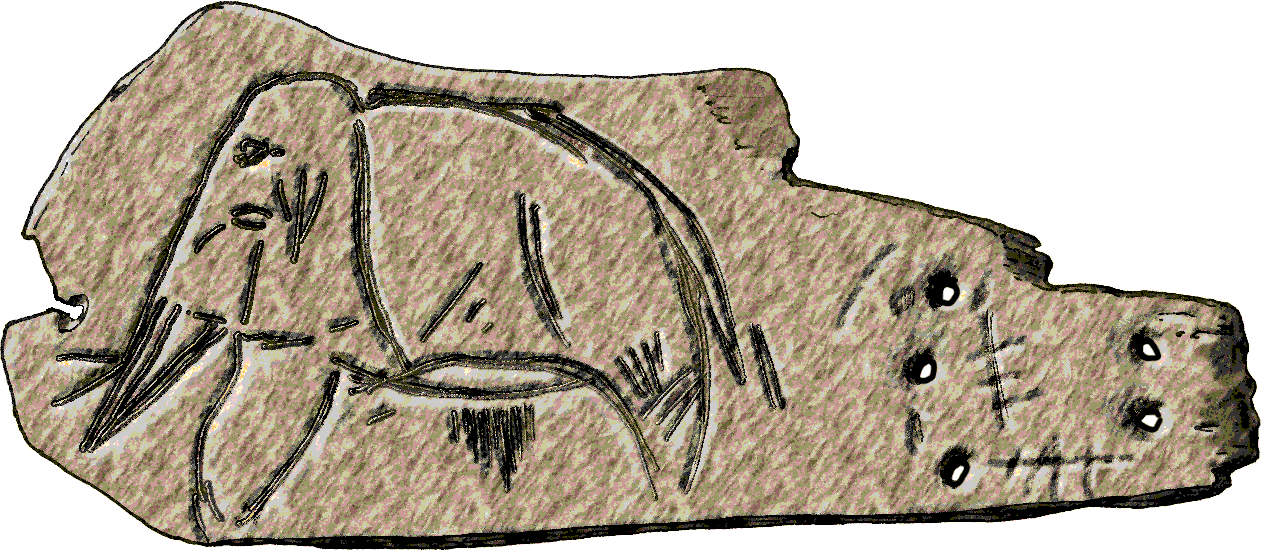
Fildeș cu mamut gravat (lacul Baikal, Paleoliticul superior)

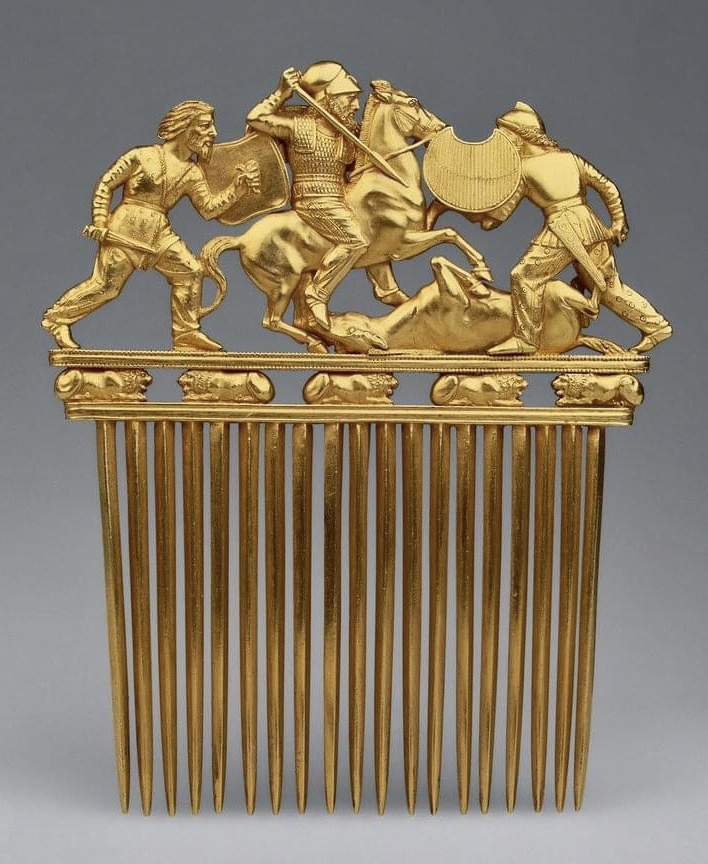
Pieptene scit

Muzeul păstrează în rezervele sale 2,7 milioane de piese; 65.000 de piese sunt expuse în 350 de săli și grupate în 5 colecții:
- cultura preistorică
- arta și cultura Antichității
- arta și cultura popoarelor orientale
- arta Europei occidentale
- arta rusă

Piesele cele mai remarcabile sunt obiectele din aur ale civilizației sciților, o imensă colecție provenită din culturile romane și etrusce, dar și o serie de obiecte deosebit de bine conservate a poporului hun. Pot fi găsite, de asemenea, o colecție deosebit de bogată a obiectelor ce amintesc istoria Siberiei, ca scrierile din secolele al IV-lea și al V-lea găsite în peștera Magao din China. Ermitajul expune cea mai veche mărturie a scrierii mongole - piatra de Dchingis - dar și un mare număr de obiecte aparținând Rusiei Kievene. În jur de o treime din piesele expuse sunt monede, din care 120.000 aparțin Antichității, 220.000 Asiei orientale și 300.000 Rusiei. Camera numită Comorile expune istoria bijuteriei și fabricarea obiectelor din aur începând cu mileniul al 3-lea î.H.

## Obiecte din aur
Pe lângă colecțiile cunoscute pe plan mondial ale artei Europei de Vest, Ermitajul are, de asemenea, un număr de piese variate. Astfel, pot fi găsite o colecție de icoane religioase existente din secolul al XII-lea originare, printre altele, din Kiev, Moscova și Novgorod, o colecție de bijuterii din atelierul lui Fabergé, și un mare număr de costume istorice. Țarii au adunat, de asemenea, obiecte provenite din artizanatul rus ca tapiserii și porțelanuri; colecția de veșminte rusești din secolul al XVIII-lea și până în secolul al XX-lea sunt deosebit de impresionante. Printre veșminte, pot fi găsite 300 de piese din garderoba lui Petru cel Mare.

## Arta Europei Occidentale și Orientale
Înființarea colecțiilor a fost încă de la început centrată pe operele de artă ale Europei de Vest și Europei Orientale, dar achizițiile pe această temă au început să devină cu adevărat importante din secolul al XVIII-lea. La acea vreme exista în întreaga Europa un mare numar de colecții majore și țarul avea reputația de a fi un mare colecționar de valori. În 1722, cea mai mare colecție a epocii, cea a baronului Joseph Antoine Croizat, a ajuns în mâinile rușilor. În acestă colecție se puteau găsi operele: Danae a lui Tițian, Sfânta familie a lui Rafael și  un portret realizat de Rubens. Astăzi, inima colecțiilor este din nou centrată pe arta și cultura Europei Occidentale și Orientale, odată ce o mare parte din arta rusă a fost transferată la Muzeul de Artă Rusă.
În cadrul muzeului, picturile reprezintă capitolul cel mai extins, dar Ermitajul are în colecția sa și desene, mai mult de 50.000 de gravuri, stampe, litografii, acvaforte de mai multe tipuri și din mai multe perioade, dar mai are și o numeroasă colecție de obiecte de artă. Aceasta include obiecte de cult datând din secolul al XI-lea până în secolul al XV-lea, obiecte emailate și sculpturi de fildeș din secolele XV-lea și al XVIII-lea. Colecția muzeului mai prezintă și un număr mare de sticlării venețiene, germane și spaniole din secolele al XV-lea și al XX-lea, dar și o colecție de faianțe. Muzeul deține 14.000 de piese de porțelan provenit din toate marile centre de manufactură, în special cel din Meissen și Sèvres. Printre marile colecții de artă figurează și importante colecții de tapiserii și mobilier. Colecția Arta Plastică numără 2000 de piese și este printre cele mai importante din lume. Această colecție prezintă, printre altele, operele lui Michelangelo și Auguste Rodin.

## Colecțiile de pictură
Colecțiile de pictură ale muzeului sunt prezentate în 120 de săli. În aceste săli sunt expuse operele  pictorilor italieni, francezi, olandezi și flamanzi, dar și englezi și germani. Importantele picturi expuse sunt următoarele (în ordinea expunerii):

### Pictura italiană

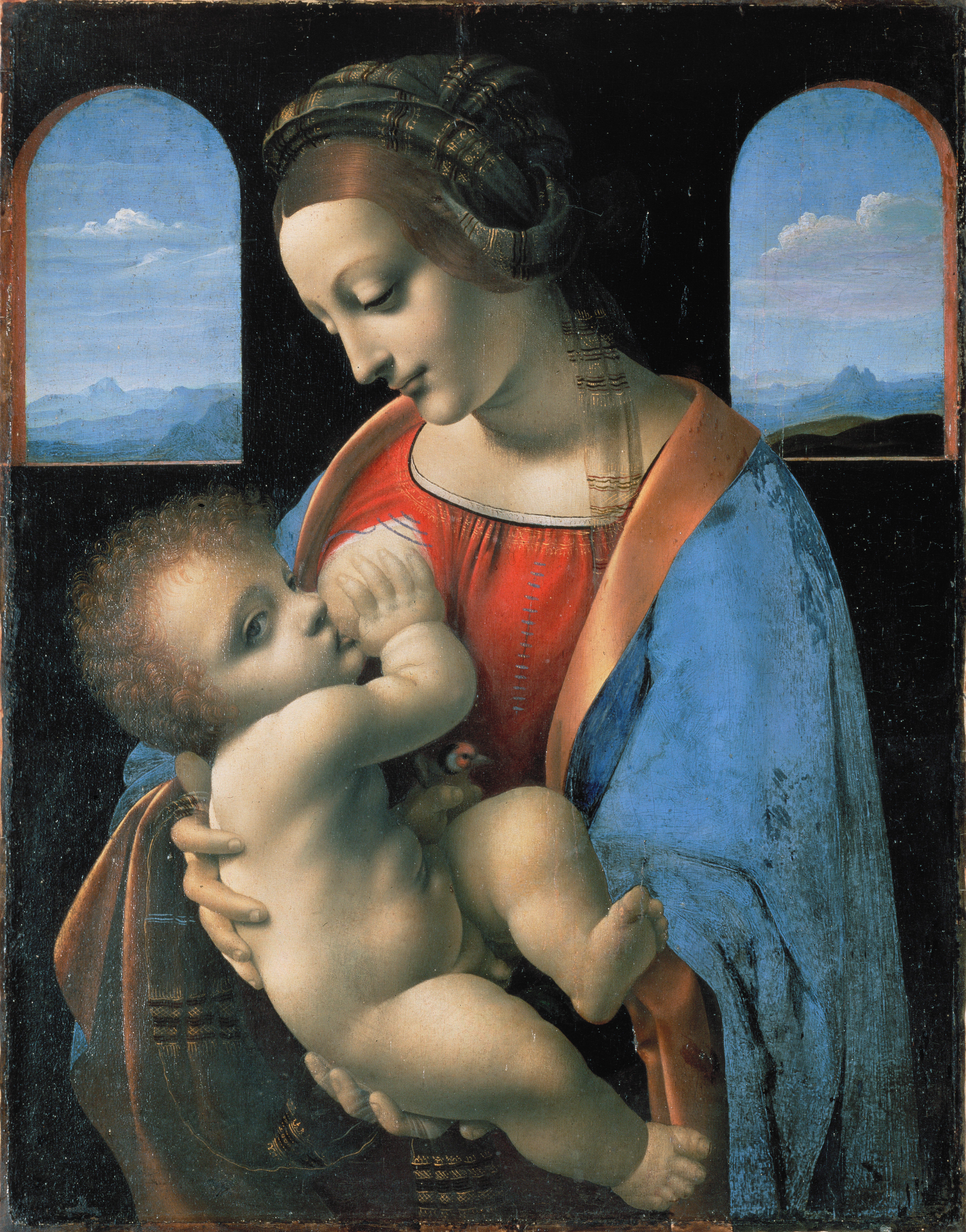
Madona Litta, Leonardo da Vinci

Pictura italiană formează ansamblul cel mai important al colecției de pictură din perioada clasică. Operele cele mai importante și cele mai vizitate sunt două picturi ale lui Leonardo Da Vinci, opere care fac parte dintr-o serie de 12, cunoscute pe plan mondial:  la Madonna Benois (1478) et la Madonnna Litta (1490/91). Madonna Conestabila (1502/03) și Sfânta familie (1506) a lui Rafael sunt și ele foarte celebre. Aici poate fi găsită și o reconstituire a loggiei lui Rafael din Vatican construită cu exactitate după original. Muzeul deține, de asemenea, și diferite opere ale lui Tițian, Judith a lui Giorgione, picturi ale lui Michelangelo, Paolo Veronese, Caravaggio, Carracci, Luca Giordano, Salvator Rosa, Giuseppe Maria Crespi, Tiepolo, Stefano Torelli și Francesco Guardi.

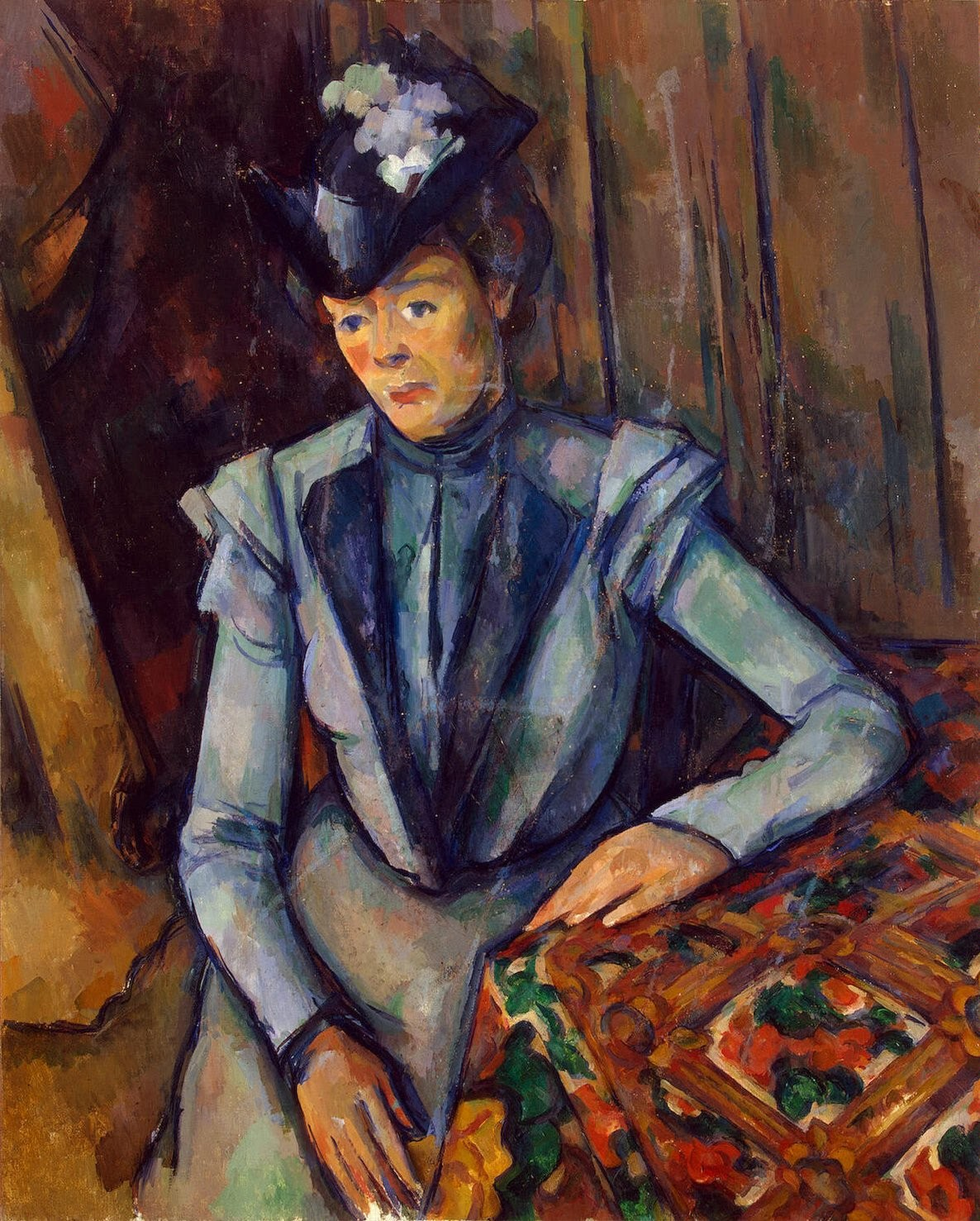
Portrait de dame en bleu de Paul Cézanne

### Pictura spaniolă
Picturile expuse cele mai cunoscute sunt  El Greco (Sfinții Apostoli Petru și Pavel), 
Jusepe de Ribera (Iisus Hristos pe cruce - prima pictură a școlii realiste), Francisco de Goya (Portretul lui Antonia Zarate (din 1811, este singura opera a acestui pictor în cadrul Ermitajului) și Diego Velázquez. Sunt prezentate și operele lui Murillo, Zurbaran și Juan Pantoja de la Cruz.

### Pictura flamandă
Ermitajul are în jur de 500 de picturi ale 140 de artiști din perioada glorioasă a școlii flamande. Cele mai numeroase sunt operele lui Rubens și a elevilor săi Anthonis van Dyck și Frans Snyders. Muzeul deține 22 de picturi ale lui Rubens (printre care Perseus și Andromeda și Bacchus) și 19 schițe. Această parte a colecției a fost dezvoltată la începutul anului 1769 în momentul când Statul rus a achiziționat 600 de picturi flamande și franceze dăruite de către Heinrich von Brühl la moartea sa. Printre acestea se află și Bildnis eines Gelehrten și Bildnis eines alten Mannes in Rot de Rembrandt, cât și 4 picturi peisagistice ale lui Jacob Izaaksoon van Ruisdael.

### Pictura olandeză
Picturile lui Rembrandt constituie, fără îndoială, partea cea mai cunoscută a acestei expuneri: muzeul deține 20 de picturi care reprezintă cea mai mare colecție din afara granițelor olandeze. Principalele tablouri sunt Flora (1634), Danae (1630/40) și Retour du fils disparu (1668/69). Sunt expuse în jur de 1000 de opere ale altor pictori olandezi ca: Lucas van Leyden, Rogier van der Weyden, Jacob van Utrecht, Jan van Goyen, Jacob van Ruisdael, Jan Steen, Gerard ter Borch, Pieter de Hooch, Adriaen van Ostade, Isaac van Ostade, Paulus Potter, Willem Claesz Heda, Willem Kalf și Frans Hals.

### Pictura franceză
Muzeul Ermitaj deține un mare număr de picturi din perioada clasică franceză. Pot fi găsite operele lui Nicolas Poussin, Claude Gellée, picturi ale fraților Le Nain, de Antoine Watteau, François Boucher, Jean-Honoré Fragonard, Hubert Robert, Jean-Baptiste Greuze și Jean Siméon Chardin. Dar muzeul este în special renumit pentru marea sa colecție de pictură modernă franceză - până în anul 1917. Legate de această perioadă pot fi găsite în special 7 tablouri ale lui Claude Monet, altele ale lui Édouard Manet, Pierre-Auguste Renoir, Alfred Sisley, Paul Cézanne, Paul Gauguin, 37 picturi ale lui Henri Matisse și 31 opere ale lui Pablo Picasso.
Sunt prezentate și operele lui: Lucas Cranach cel Bătrân, Johann Friedrich Tischbein, Caspar David Friedrich, Vincent van Gogh, Joshua Reynolds, Thomas Gainsborough, dar și Vasili Kandinski și Kazimir Malevici.

## Istoria

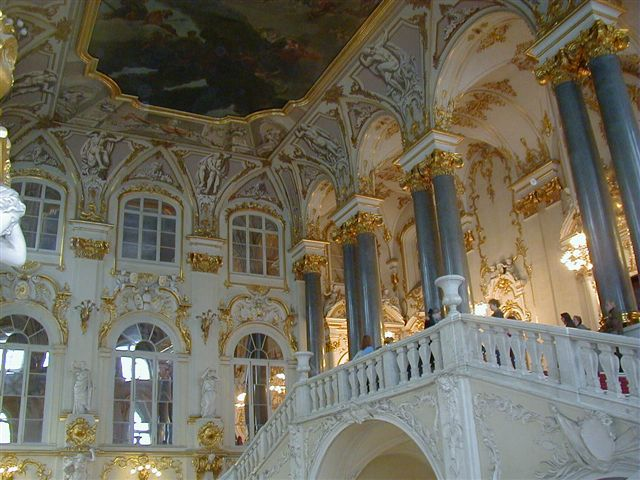
Interiorul muzeului

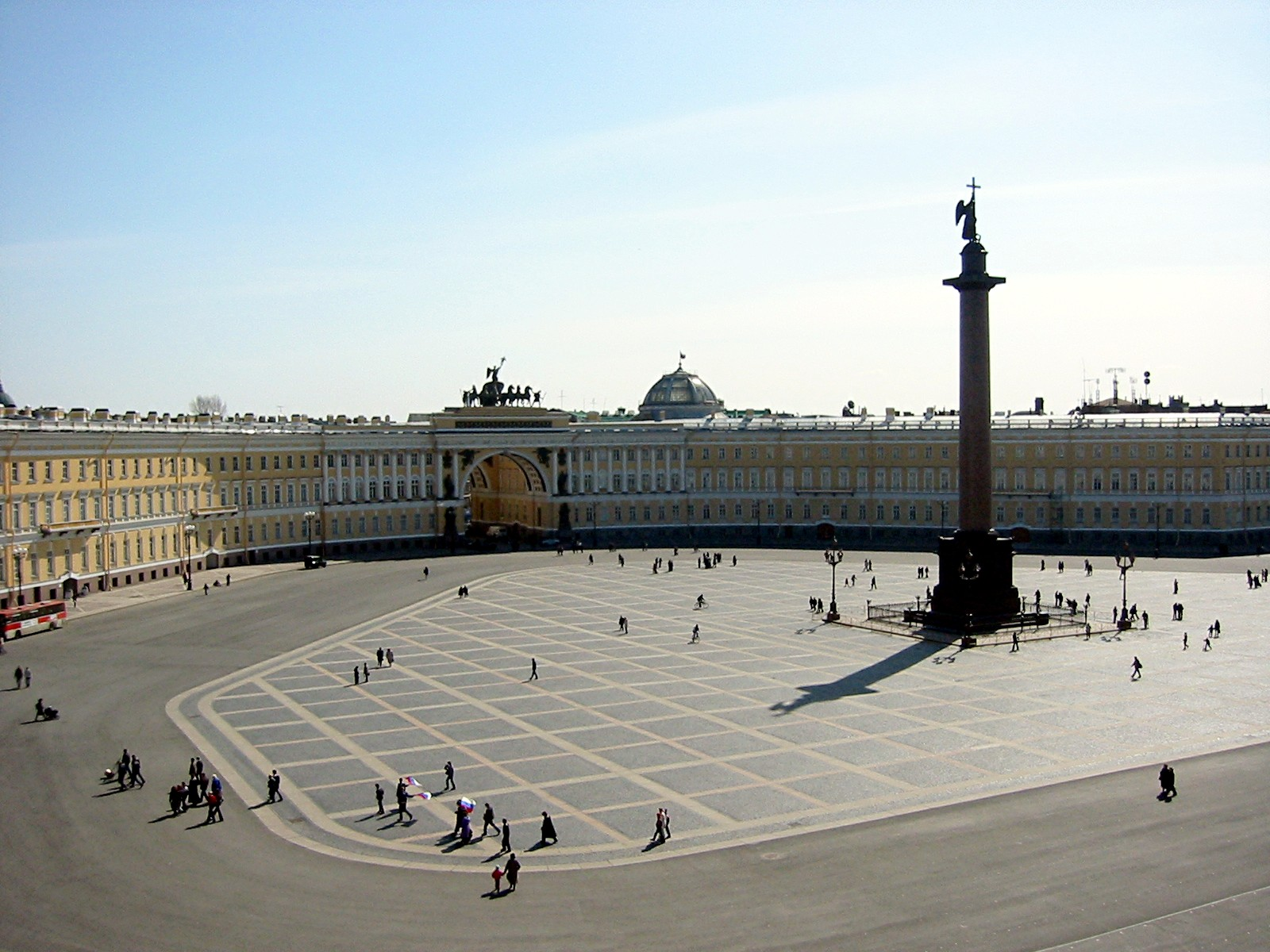
Clădirea Statului-Major

### Ecaterina a II-a a Rusiei: debutul colecțiilor și a primelor construcții
Muzeul Ermitaj, mai mult ca ansamblu arhitectural decat ca o colecție de artă, a fost opera împărătesei ruse Ecaterina a II-a. În 1764, aceasta a cumpărat 225 de tablouri de la negustorul de artă, J.A. Gotskovski. Tablourile au fost la început achiziționate pentru regele Prusiei, Frederic, dar acesta a trebuit să renunțe la ele căci dupa Războiul de 7 ani, situația financiară a statului scăzuse. În 1765, Ecaterina a cumpărat pentru suma de 80.000 taleri aproape 1.000 de tablouri din colecția contelui Brühl, a căror valoare fusese estimată la 105.329 taleri.
Aceste tablorui au fost, la început, atrepozitate în Palatul de Iarnă. Cu timpul, Ecaterina a achiziționat un număr mare de picturi, uneori colecții întregi, pe de-o parte pentru a-și satisface pasiunea de colecționară, iar pe de altă parte pentru a dovedi Europei de Vest caracterul deschis și cultivat al Rusiei și al orașului Sankt-Petersburg. Printre sfătuitorii care o îndrumau în achizițiile sale, se afla enciclopedistul Melchior Grimm, Denis Diderot și diplomați ruși ca  Dimitri Golizin și Alexandr Stroganov. În 1775, Ecaterina a ordonat să fie construit Micul Ermitaj în stilul modei din acea epocă de către arhitectul H.B. Vallin, înainte ca acesta să se poată retrage în viața sa privată.
Curând, o a doua clădire a fost construită pentru a fi folosită la stocarea noilor achiziții. Această clădire, Vechiul Ermitaj, a fost construit de către arhitectul J.M. Velten în anul 1784. La acea vreme, piesele de teatru erau jucate în Micul Ermitaj. În 1783, Ecaterina a dorit să fie construită o clădire dedicată acestei arte: teatrul Ermitajului. Aproximativ în același timp a fost edificată  loggia lui Rafael, o replica a originalului construită la palatul din Vatican din Roma. În 1797 colecția a ajuns la impresionantul număr de 3996 de picturi.

### De laAlexandru IlaNicolae al II-lea: construcția și muzeul public
În prima jumătate a secolului al XIX-lea, diferite colecții sunt reorganizate și îmbogățite prin opere de artă orientală și obiecte arheologice. Prezentarea tablourilor școlii de artă națională, adoptată atunci, a fost o noutate. În 1825, pentru întâia dată, au fost deschise săli ce prezentau arta rusă a secolului al XVIII-lea. 
Până atunci, colecția de tablouri nu era accesibilă decât unui cerc restrâns de membri a curții imperiale. În 1852, țarul a decis să separe rezidența imperială de sălile de expoziție ale Ermitajului. Deși avea mari restricții, colecția a putut fi, pentru întâia oară, accesibilă publicului. Nicoale I a construit Noul Ermitaj care comunica cu restul muzeului, dar dispunea de o intrare separată permițând accesul direct în muzeu. Clădirea a fost edificată între 1839 și 1851 sub direcția arhitectului Vassili Petrovici Stassov și Jefimov, planurile aparținând lui Leo von Klenze.
Între timp, Nicolae I voia să îmbogățească colecțiile: el a cumpărat, printre altele, colecția adunată în timpul războaielor napoleoniene de către Joséphine de Beauharnais, soția lui Napoleon, pentru moștenitorii săi.

### Revoluția din Octombrie

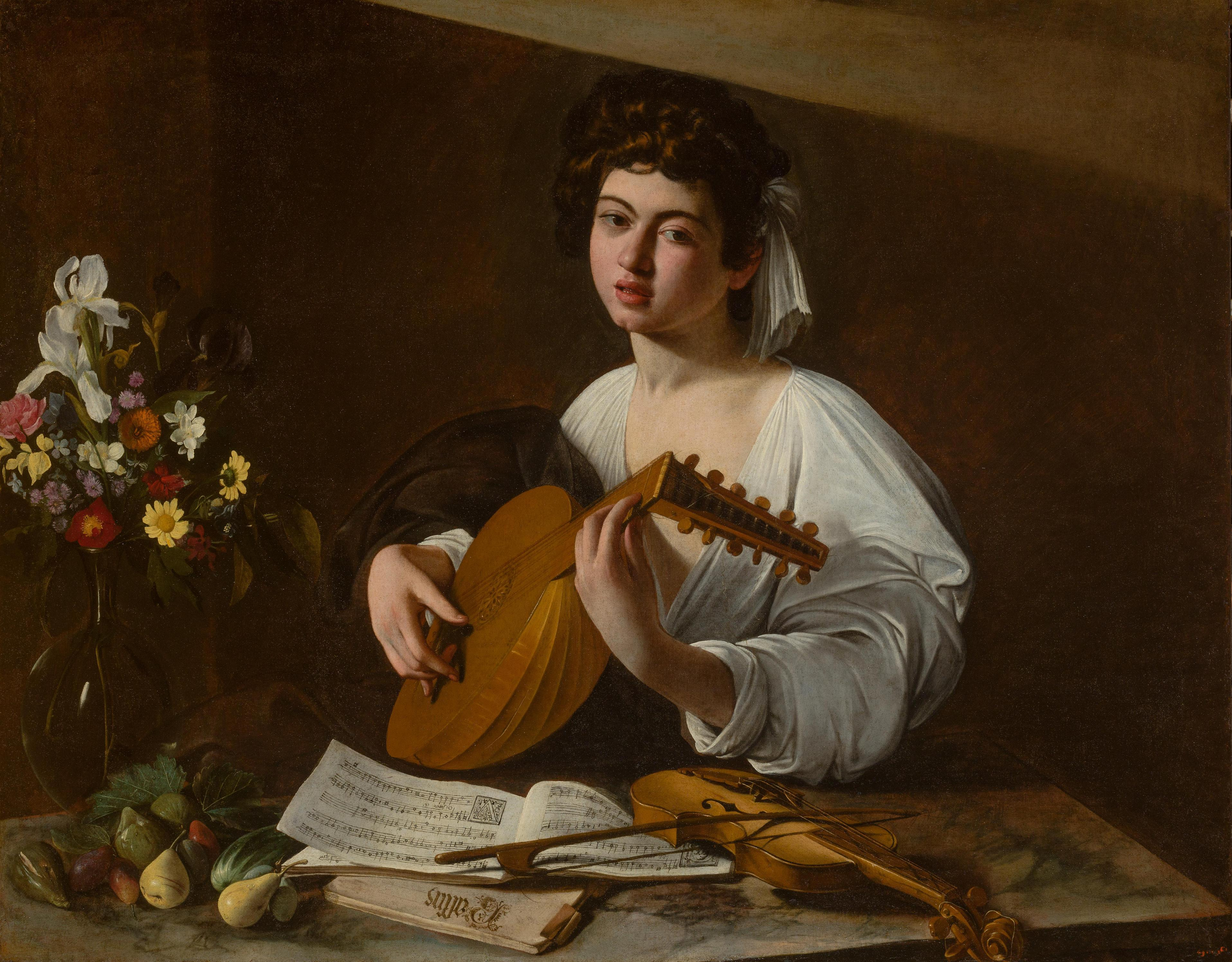
Le Joueur de luth, Le Caravage

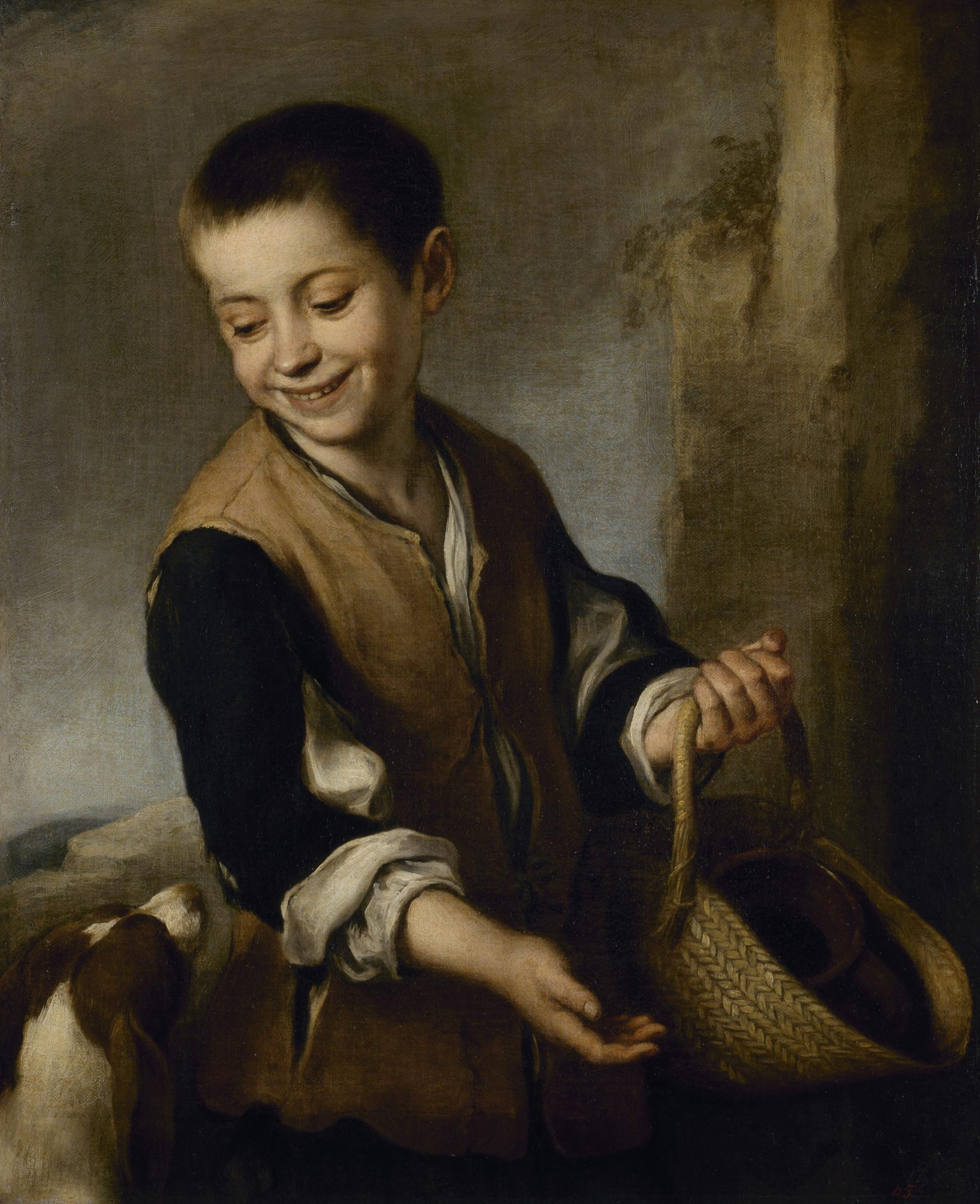
L’Enfant et le chien, Murillo

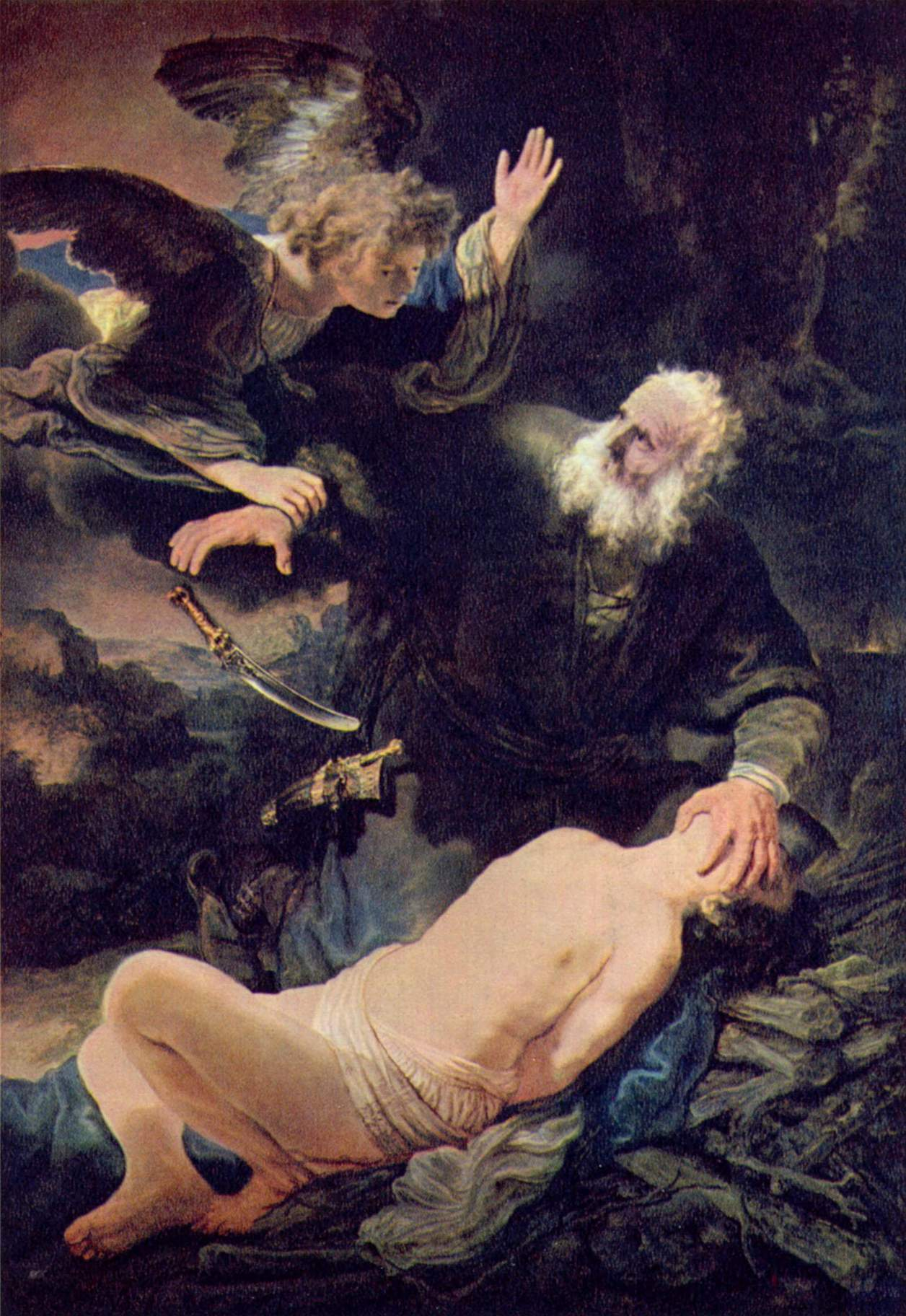
Le Sacrifice d’Abraham, Rembrandt

În timpul primului război mondial o parte din Palatul de iarnă a devenit spital. Un moment decisiv al Revoluției din octombrie a avut loc în această clădire atunci când bolșevicii i-au arestat aici pe membrii guvernului Kerinski. În timpul acestei revoluții, un mare număr de colecții private ale nobililor ruși, ca cea a familiei Strogonov, 
Scheremetiev, Iousoupov și Șouvalov au fost confiscate în folosul Ermitajului.
Puțin după venirea la putere a bolșevicilor, muzeului imperial i s-a dat numele de Muzeul Statului și clădirile Palatului de iarnă au devenit săli de expoziție și au fost deschise publicului larg. Primii ani ai revoluției au fost, în special la Sankt-Petersburg, marcați de dorința de a sensibiliza publicul în fața culturii Europei de Vest. Primul ministru al educației ales după Revoluția din octombrie a primit și denumirea de "comisariatul public al Luminilor"; această stare de spirit lua naștere, de asemenea, și în peisajul Ermitajului. La scurtă perioadă dupa revoluție, Palatul de iarnă a fost consacrat lecturii, expozițiilor și proiectărilor de film. Prima expoziție permanentă a antichităților egiptene a fost deschisă în 1920; în 1922, Ermitajul era în întregime deschis publicului, intrarea rămânând gratuită timp de 5 ani. Până la jumătatea anilor '30, un muzeu al Revoluției din octombrie a fost instalat în Palatul de iarnă, alături de muzeul Ermitaj.

### Pierderea colecțiilor
În anii '20 au avut loc negocieri îndelungate în ceea ce privește cedarea anumitor piese din colecțiile Ermitajului 
Muzeului moscovit Pușkin. S-a ajuns la o înțelegere în anul 1927: au fost transferate 700 de picturi ce erau 
conservate în depozitul muzeului. Mai târziu, 70 de opere majore expuse în Ermitaj au mai fost transferate, printre 
ele aflându-se Minerve de Veronese și Le Combat de Joseph contre les Amorites de Nicolas Poussin.
În cadrul primului plan cincinal al URSS-ului, ministrul de comerț exterior a decis vânzarea unei părți din colecțiilor de artă ale Muzeului de Stat prin intermediul organizației Anticariat, fondată în 1925. Între 1928 și 1933, negustorii de artă ai muzeelor Matthiesen (Berlin), Colnaghi (Londra) și Knoedler (New York) au cumpărat 2.880 de picturi din colecția Ermitajului. Printre acestea se numărau 250 de opere majore și alte 50 de picturi de o anumită valoare.

### Asediul Leningradului
În timpul celui de-Al Doilea Război Mondial și apoi al asediului din Leningrad, Ermitajul a fost una dintre țintele armatei germane. Armata a primit ordine explicite de a nu cruța orasul, iar acesta a fost supus, timp de mai mulți ani, la bombardamente aeriene și terestre ce au avut ca rezultat o distrugere devastatoare a Leningradului. Clădirile Ermitajului au fost lovite de 17 obuze de artilerie și două bombe lansate din avion. O parte din colecții a fost pusă în adăpost în beciurile muzeului, iar cealaltă parte a fost trimisă în Ekaterinburg. În acea vreme, 12.000 de persoane trăiau în cadrul muzeului Ermitaj pentru a prezerva colecțiile, iar în măsura posibilităților să limiteze pagubele produse de bombe, dar și de frig. Prima expoziție a colecțiilor rămase în muzeu a fost deschisă la puțin timp după sfârșitul asediului, pe 7 noiembrie 1944. Redeschiderea oficială a muzelului împreună cu întregile sale colecții a avut loc pe data de 5 noiembrie 1945. Reparațiile pagubelor cauzate de asediu au durat mai mulți ani.

### Perioada de după război până în 1990
În 1948 o mare parte din colecția muzeului din Moscova dedicat artelor Occidentului a fost transferată Ermitajului. Printre picturile acestei colecții figurau operele a doi mecenați ai perioadei țariste, Serghei Ivanovici Ștciuchin și Ivan Abramovitci Morosov. Majoritatea operelor Ermitajului din secolul al  XX-lea, în special tablourile lui Pablo Picasso, provin din acestă colecție.
Aceste tablouri n-au putut fi expuse decât după moartea lui Stalin. De asemenea, tablourile care fuseseră furate în timpul celui de-Al Doilea Război Mondial de către Wehrmacht și apoi recuperate de către Armata Roșie, au fost încredințate Ermitajului. Dupa anul 1990, câteva dintre tablouri au fost restituite proprietarilor legitimi, iar altele au fost expuse în săli speciale.

### PrăbușireaUniunii Sovietice
În timpul perioadei comuniste, deși multe dintre tablouri au fost vândute străinilor, muzeul de abia era cunoscut în țările occidentale. Direcția muzelui și principalele decizii erau luate de către Politburo. După 1996, Ermitajul este trecut în patronajul președintelui Rusiei.
Din anul 1990, muzeul dispune de o mai mare autonomie, deși încă are probleme financiare: astfel în 1996 muzeul a cerut echivalentul a 60 de milioane de dolari statului; i se promit 40 și primește, într-un final, 18. Ermitajul face parte, alături de Teatrul Balșoi și Biblioteca Lenin, din principalele proiecte puse sub protecția UNESCO în Rusia. În anul 1990, bugetul muzelui reprezenta numai 1% din bugetul Muzeului Metropolitan de Artă, dar a crescut ulterior până la 10%. 60% din cheltuielile Ermitajului sunt suportate de stat. Cei 2.500 de angajați ai muzelui sunt nevoiți, uneori, să aibă un al doilea serviciu pentru a compensa salariile primite.
Astăzi, muzeul a devenit pentru turiști principala atracție a Rusiei. O cooperare pe termen lung a avut loc între Ermitaj și Muzeul Guggenheim. Țările de Jos susțin muzeul din punct de vedere financiar și tehnic. În anul 2004, Ermitajul a deschis o anexă în Amsterdam, cât și un muzeu Guggenheim Ermitaj la Las Vegas în colaborare cu muzeul Guggenheim. Un proiect similar a avut loc la Londra ce a condus la crearea unor săli de expoziție ale Ermitajului în cadrul Institutului de Artă Courtauld.

## Opere de artă expuse în Muzeul Ermitaj

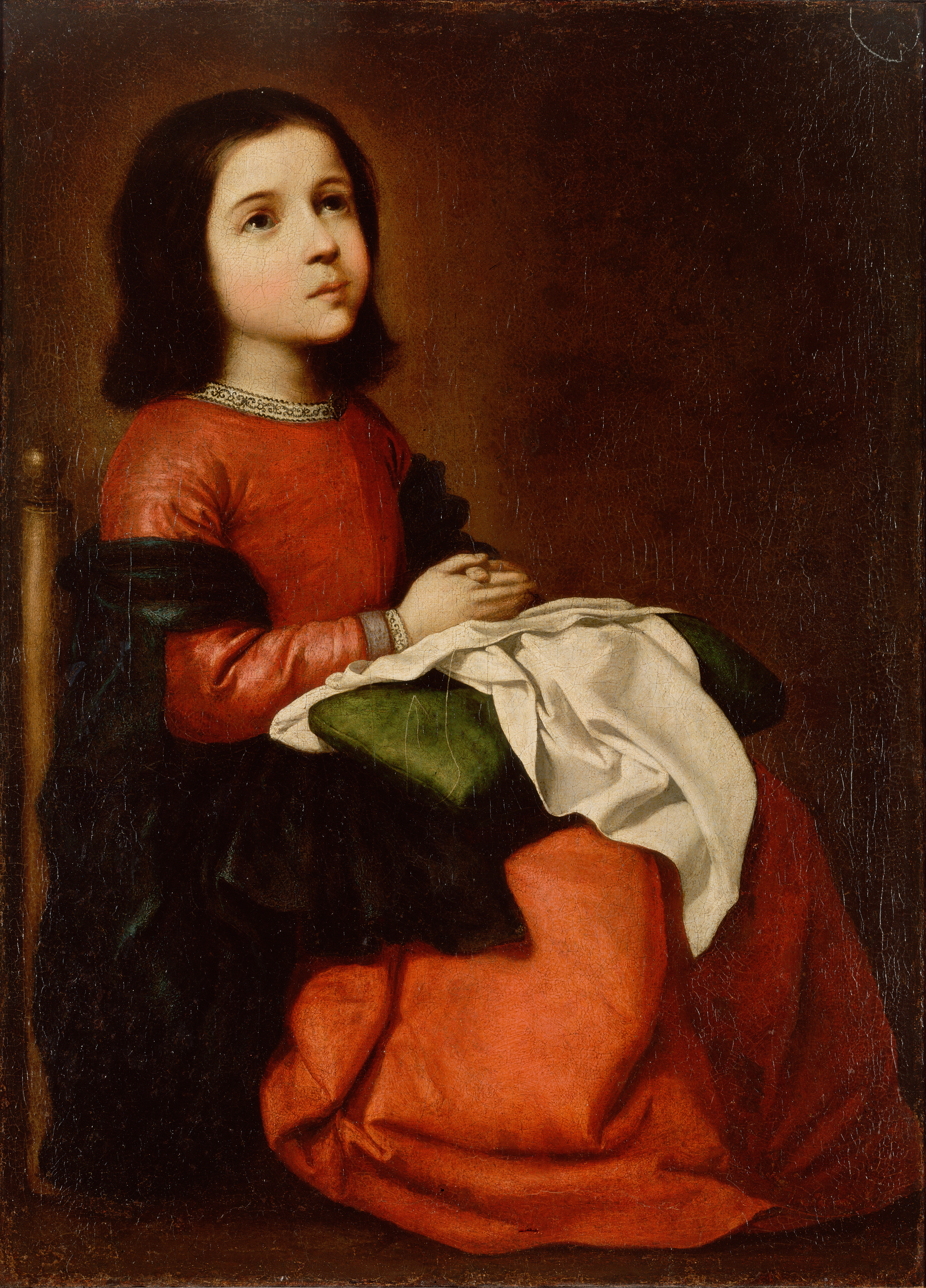
Zurbarán
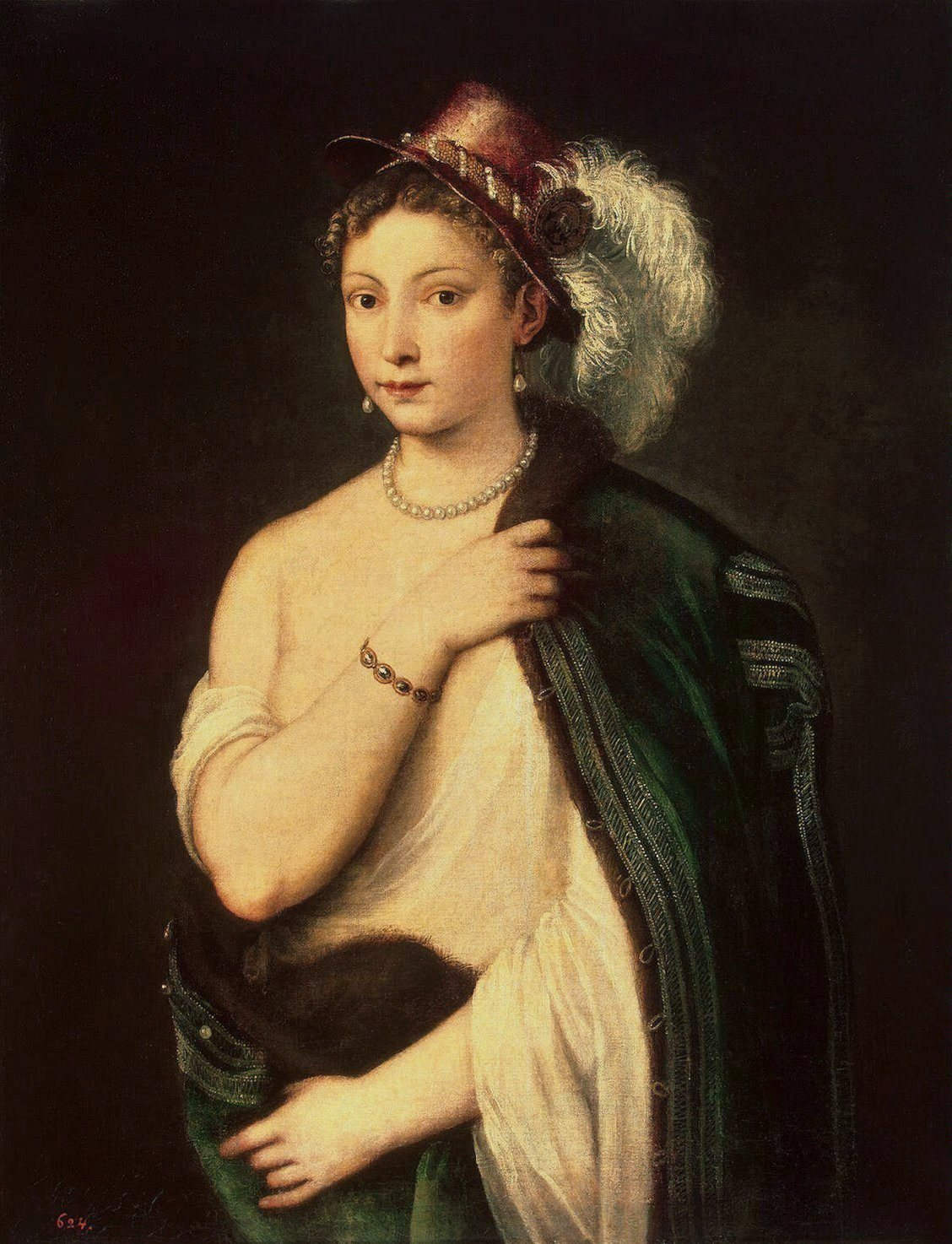
Tânăra cu pălărie, Tiziano
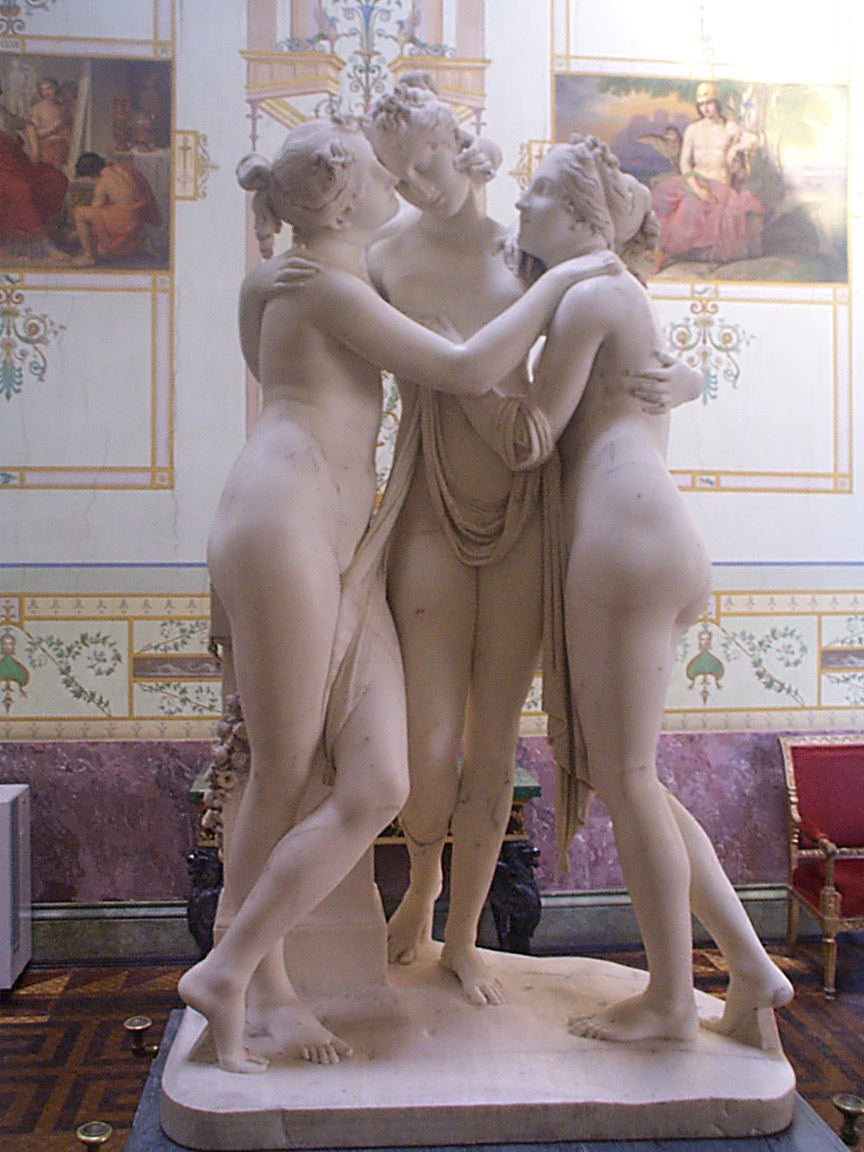
Cele trei graţii, Canova
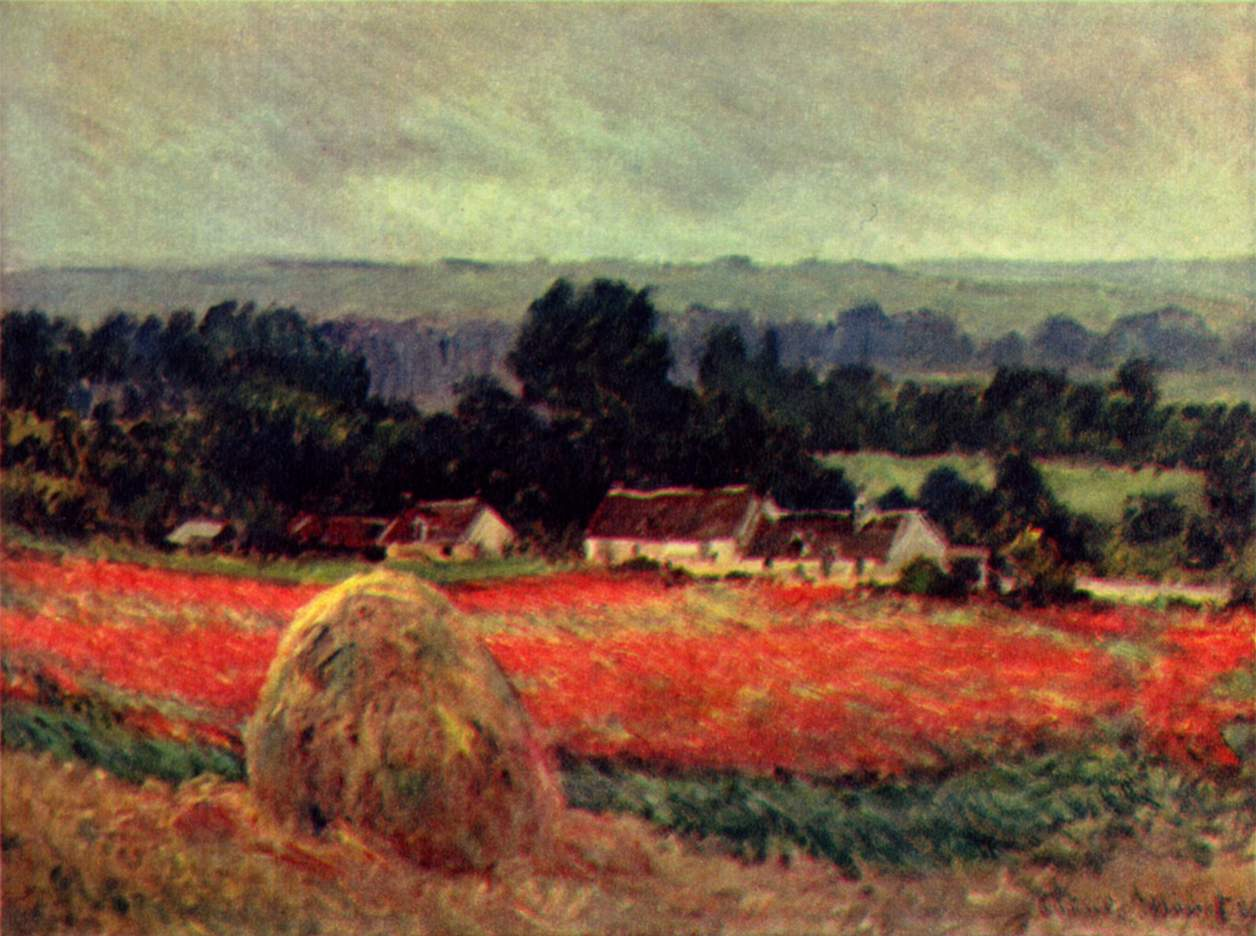
Claude Monet
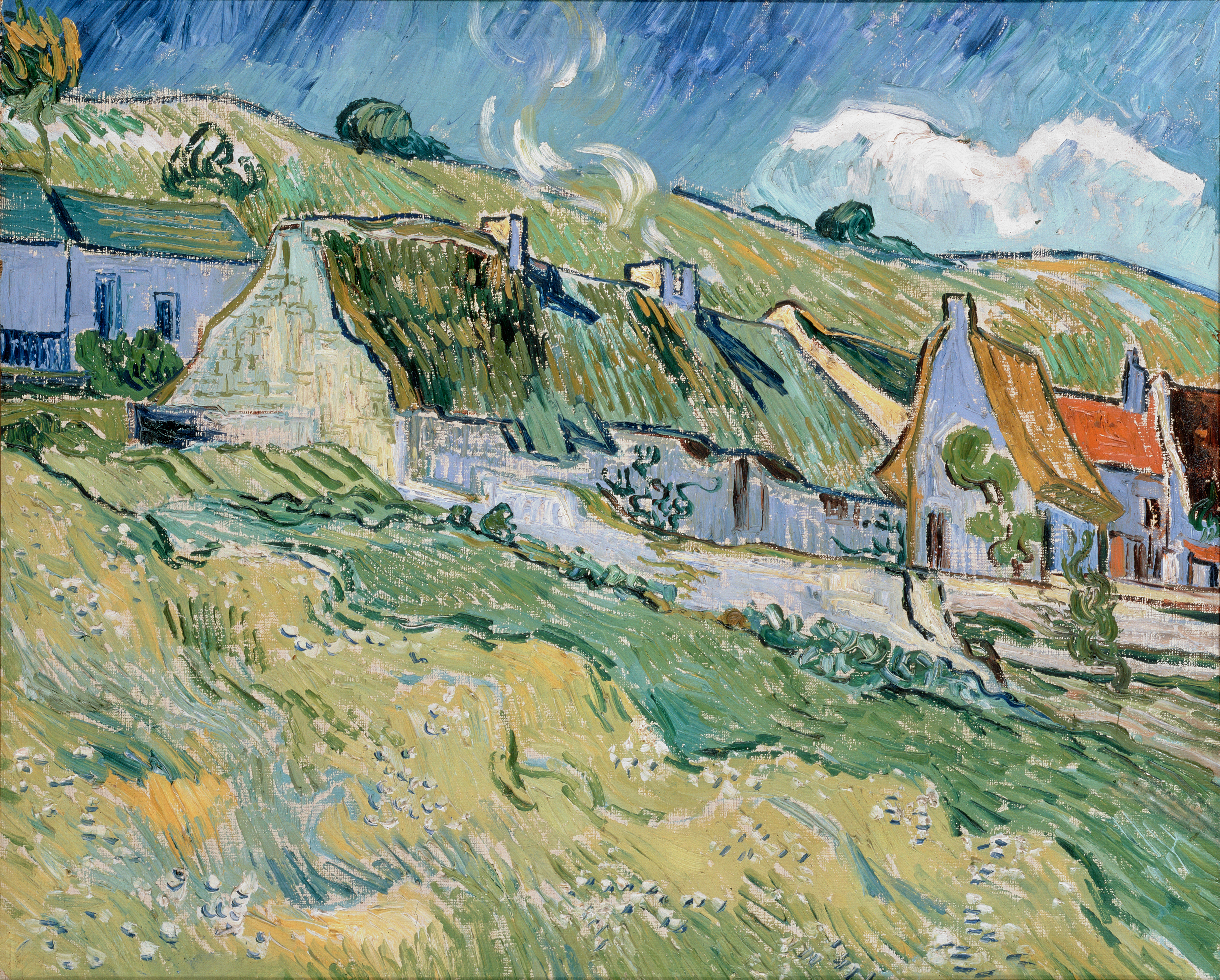
Van Gogh
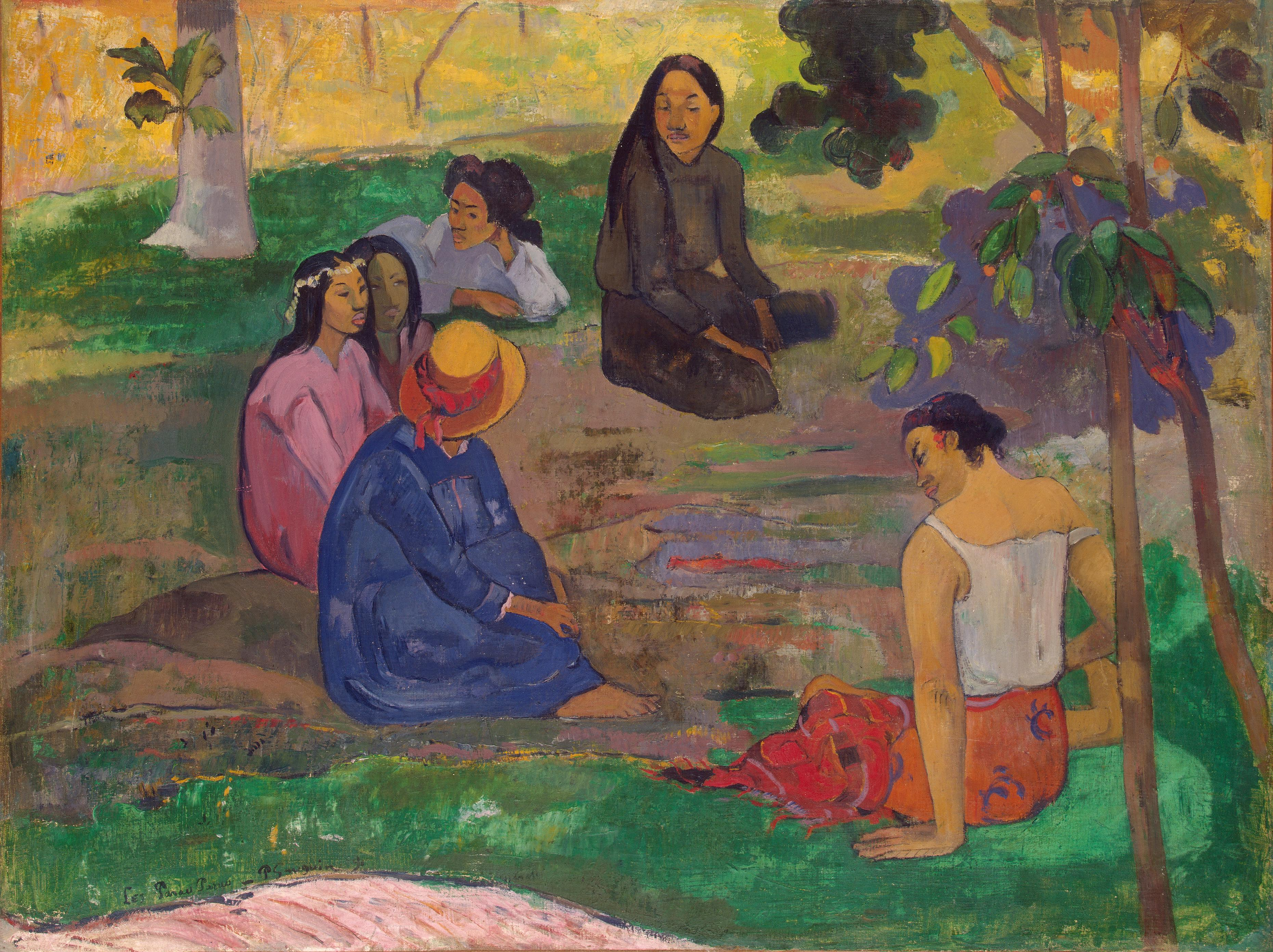
Parau, parau, Gauguin
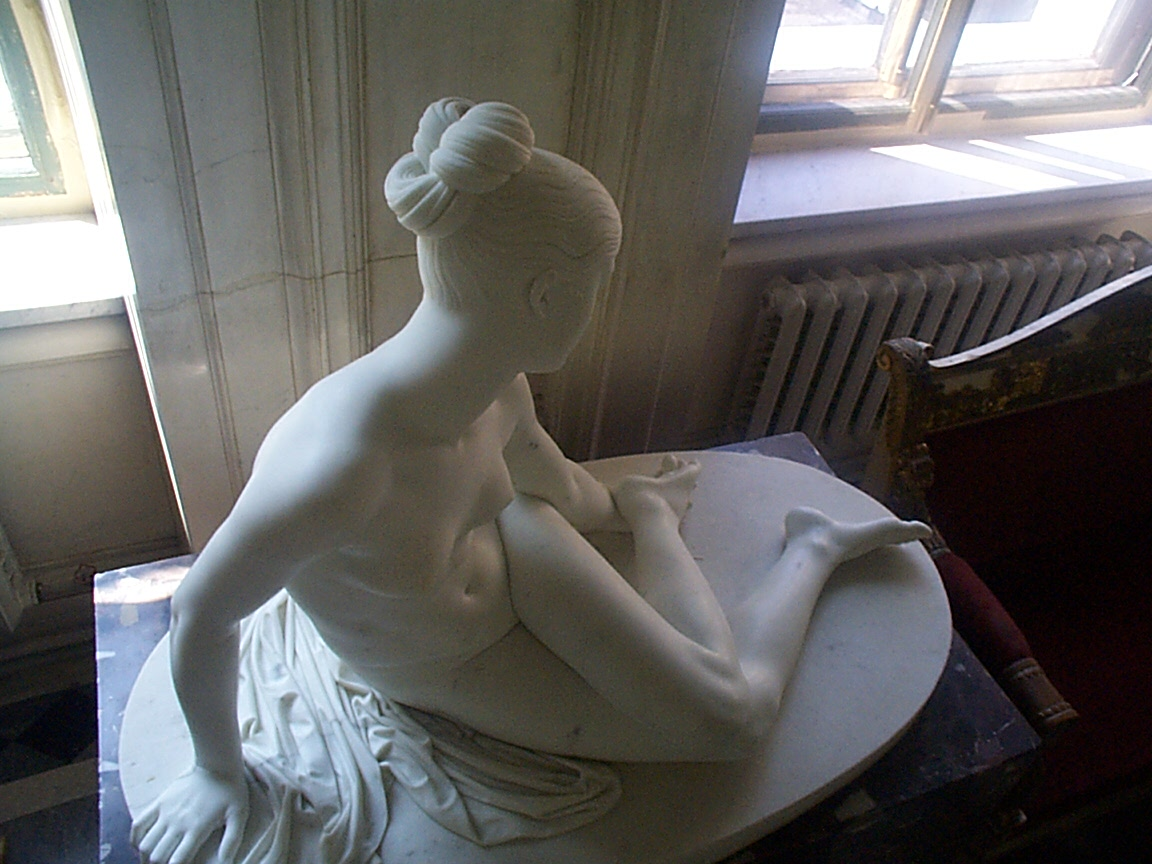
Nimfa, Lorenzo Bartolini
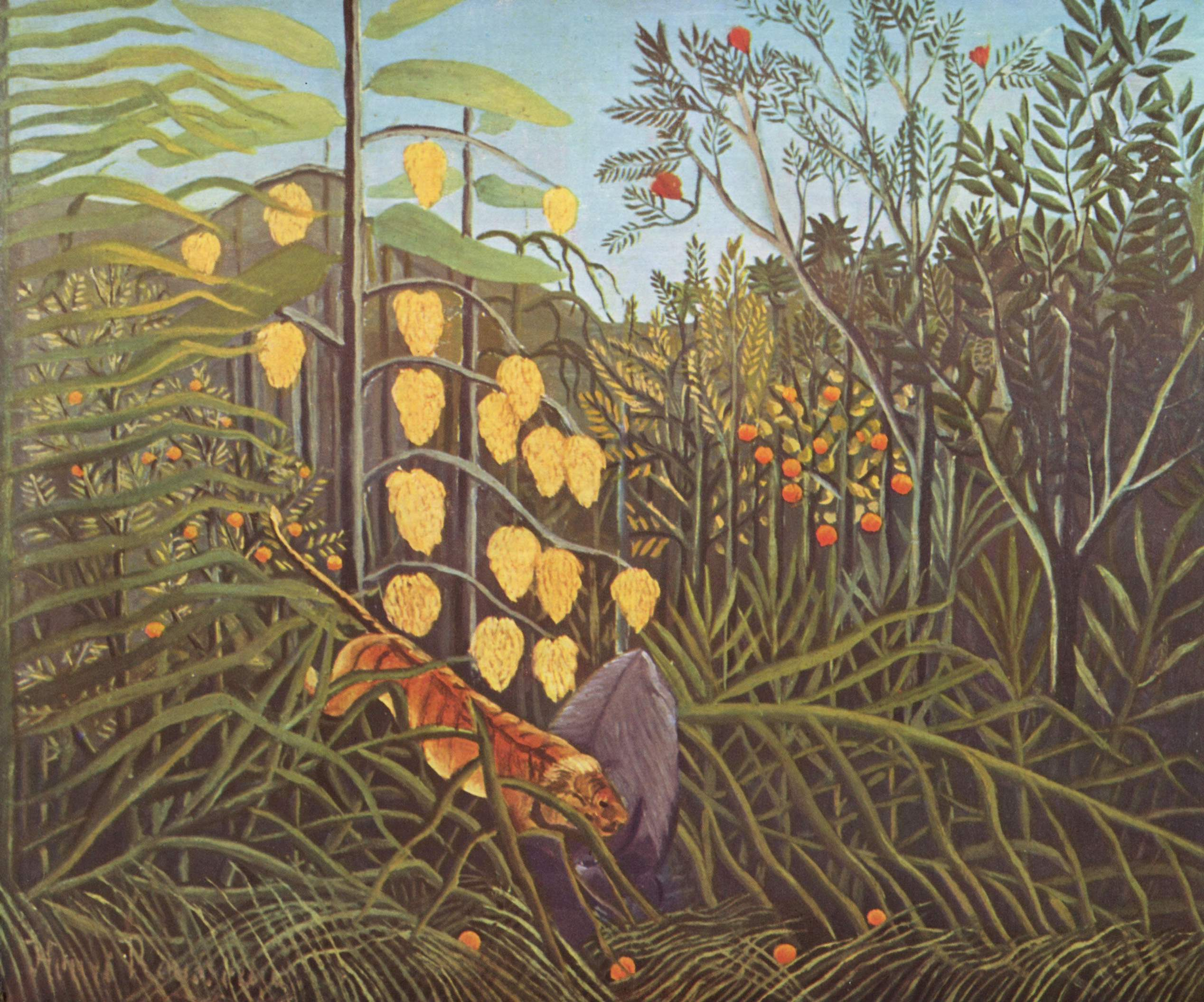
Lupta dintre tigru şi bizon, Rousseau
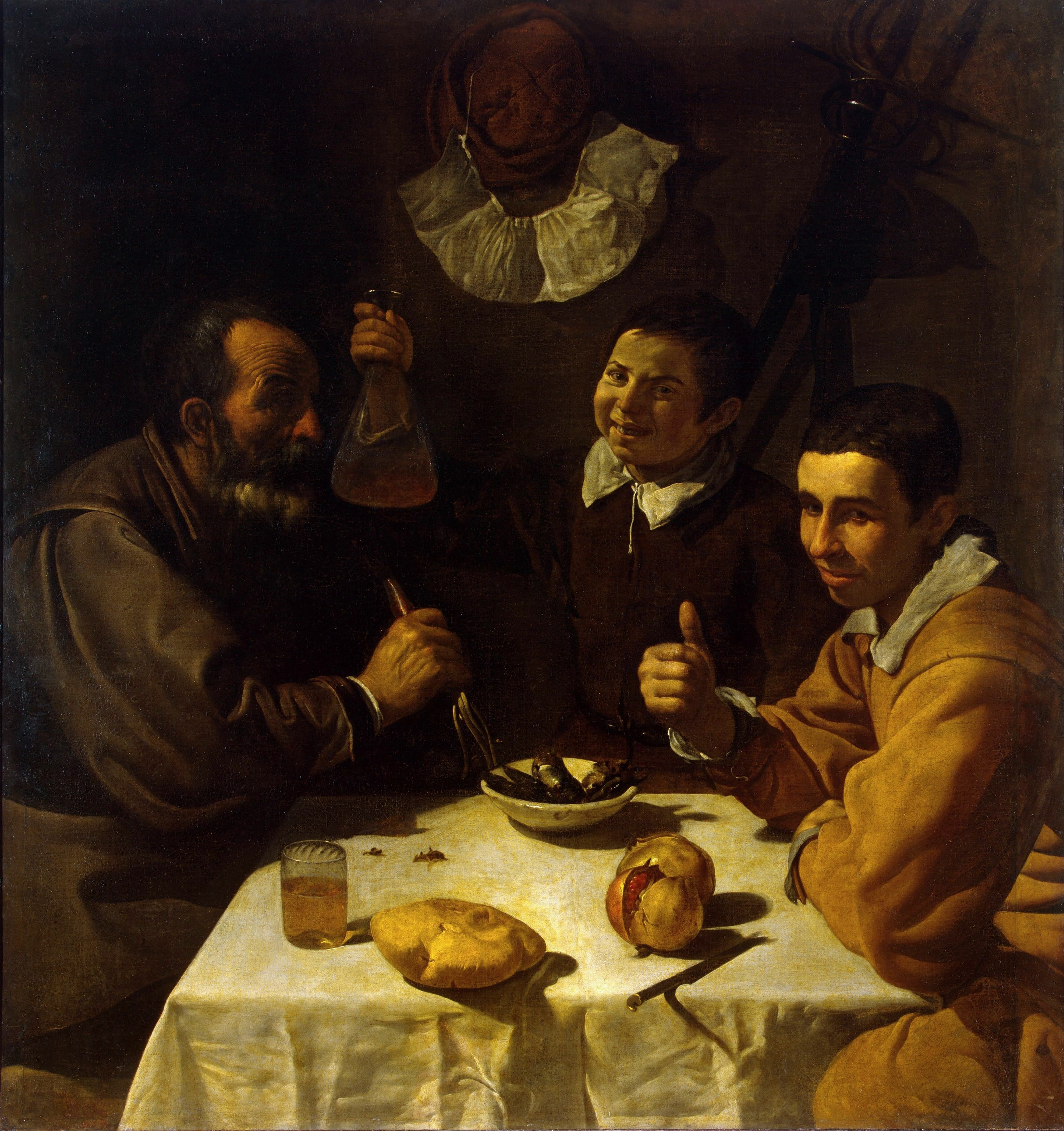
Velazquez
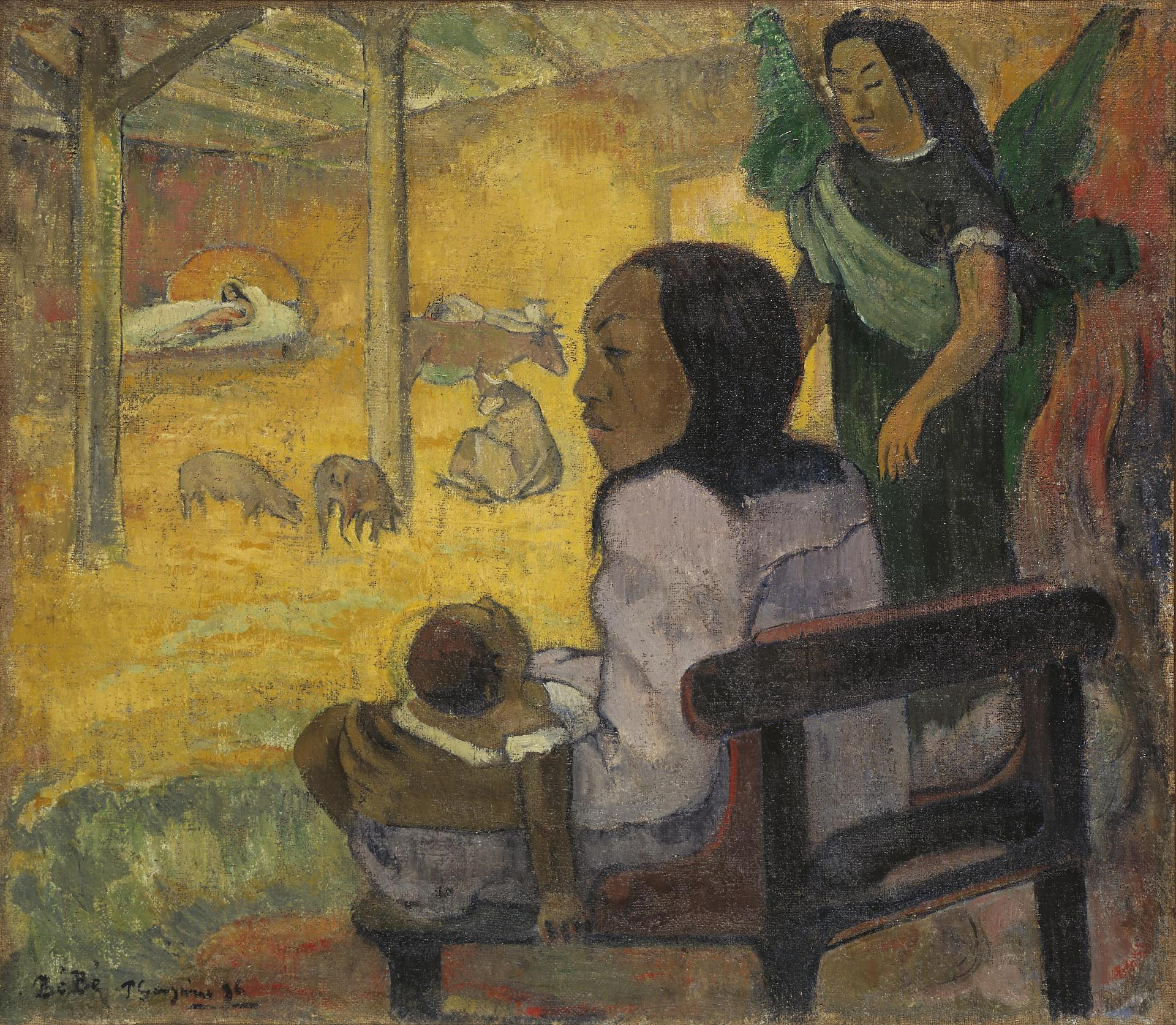
Bé bé, Gauguin
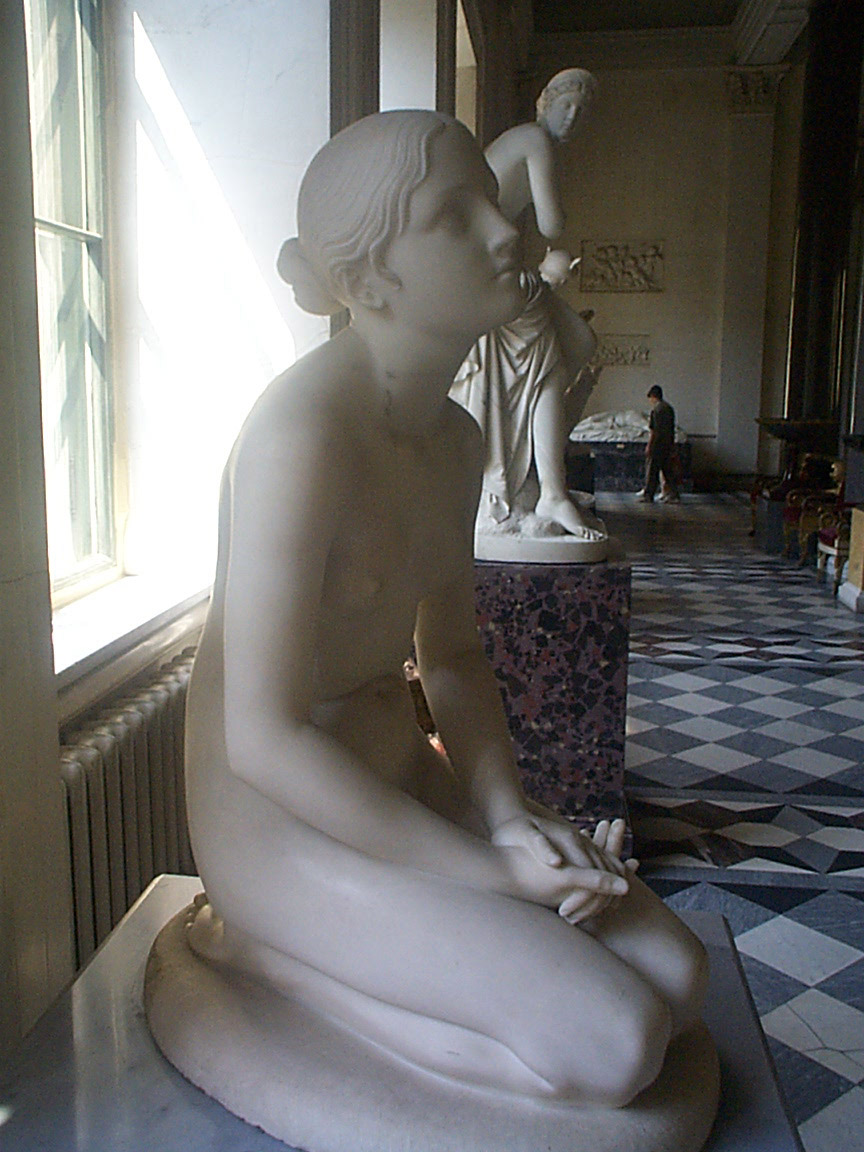
Lorenzo Bartolini
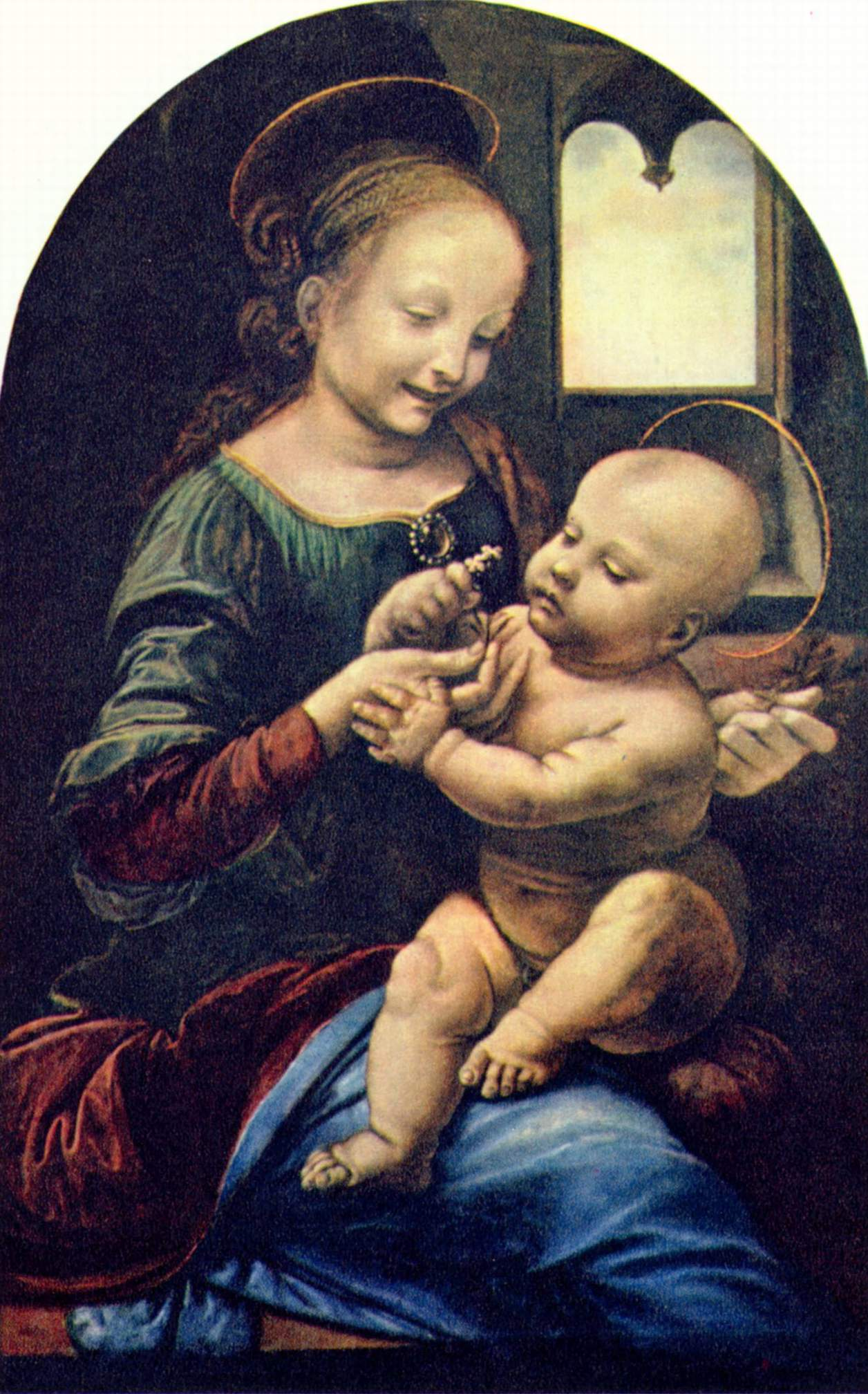
Madonna Benois, Leonardo da Vinci
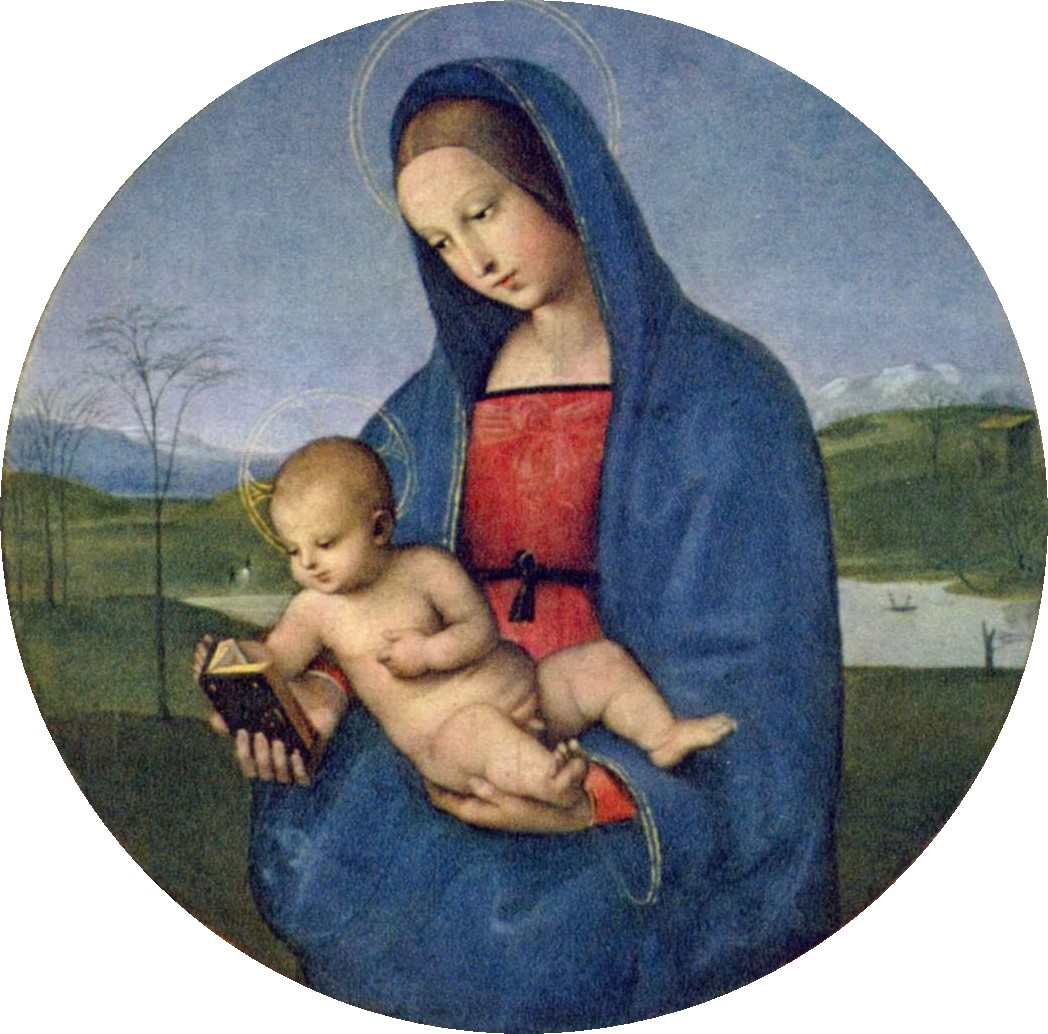
La Vierge à l'enfant, Rafael
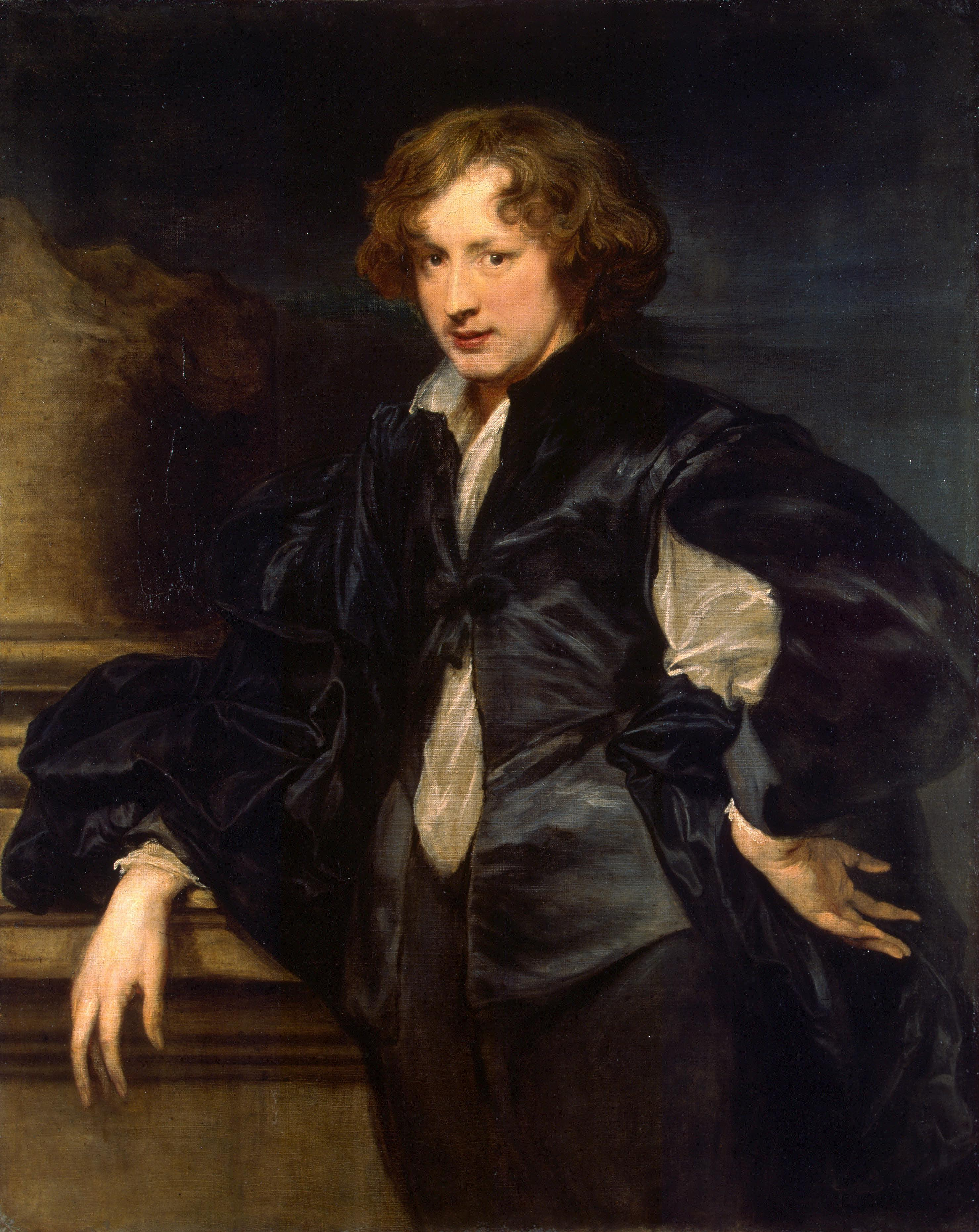
Autoportrert, Antoon van Dyck
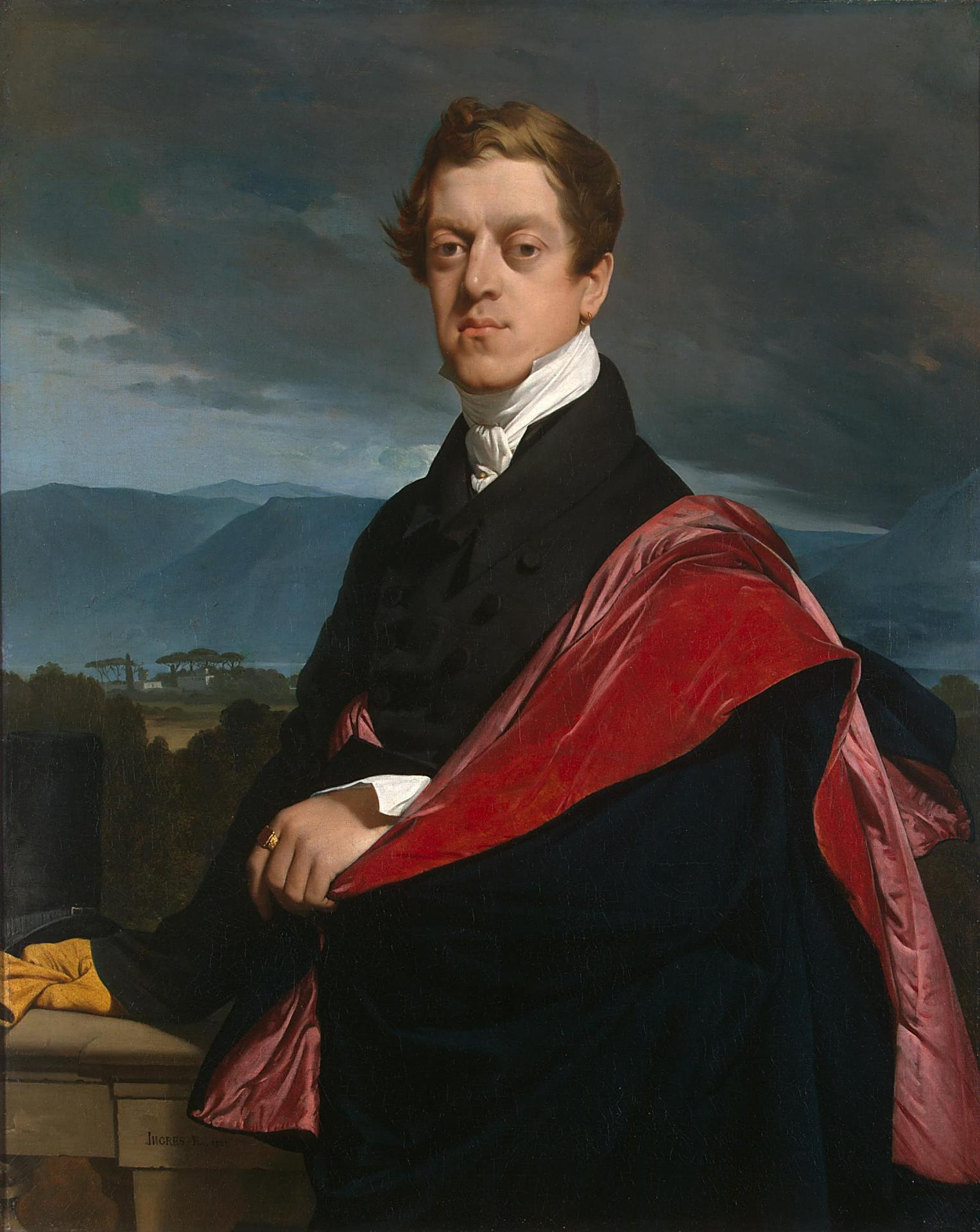
Portretul contelui Gourief, Ingres
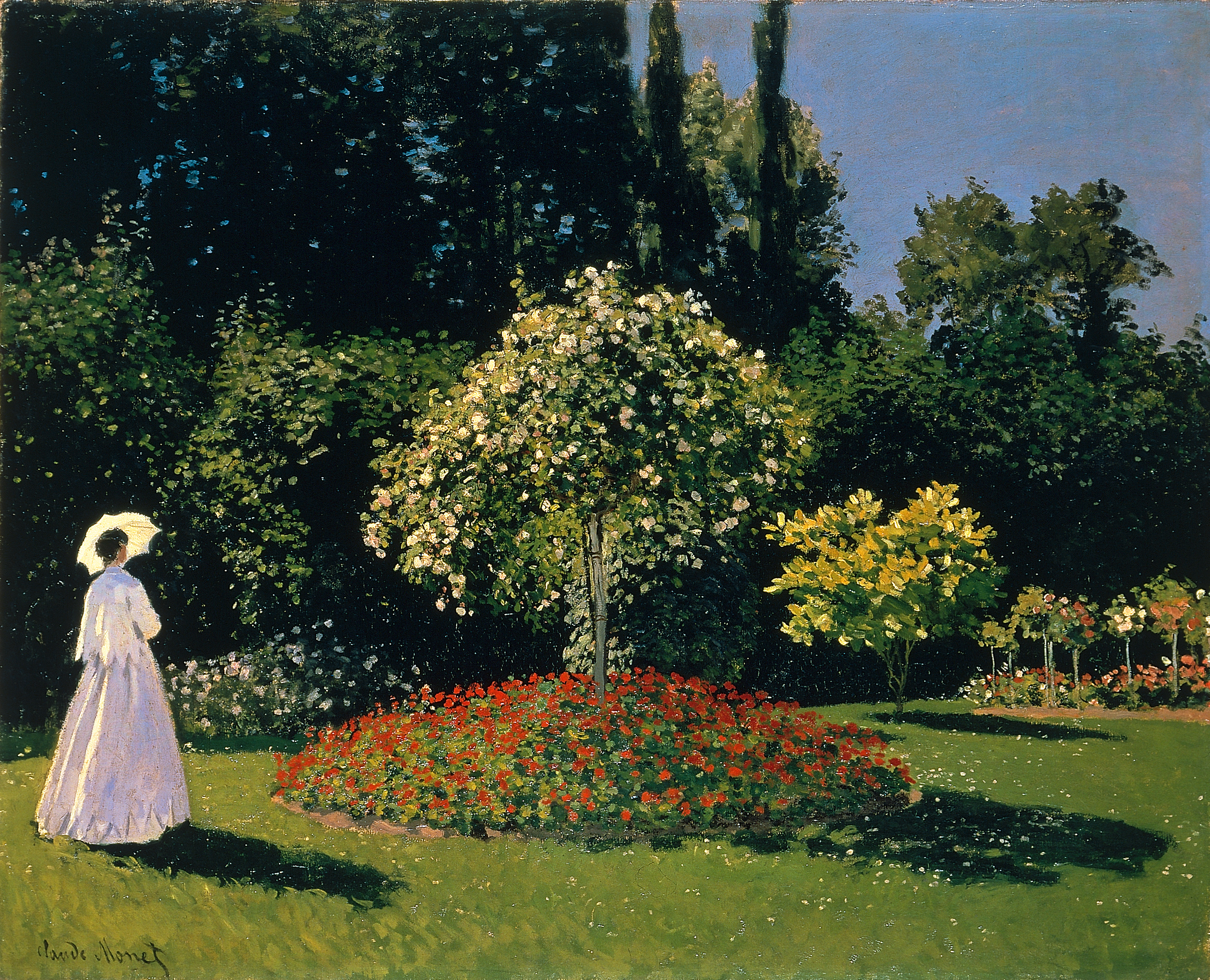
Jean-Margueritte Lecadre în grădina sa, Claude Monet
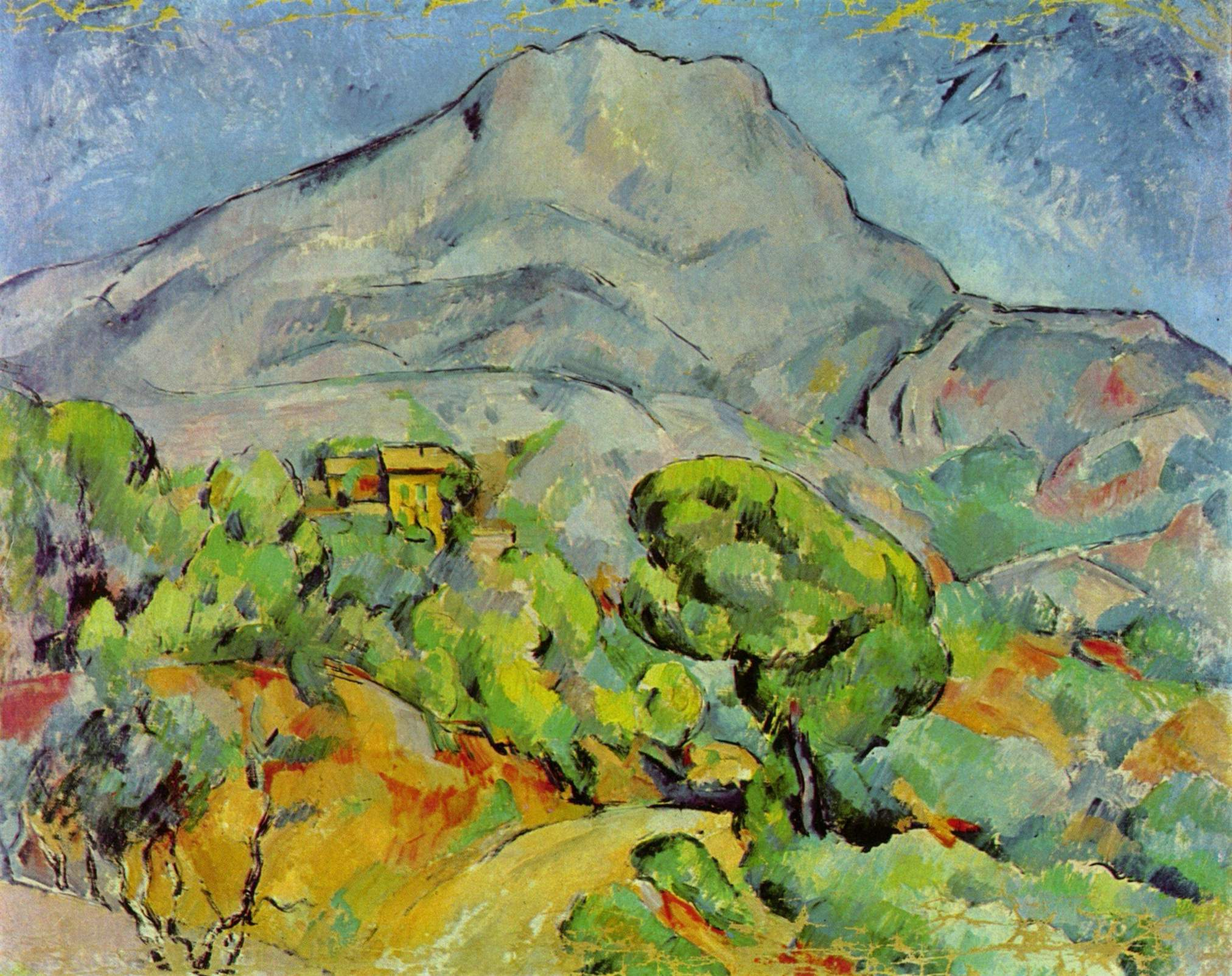
Muntele Sainte-Victoire, Paul Cézanne
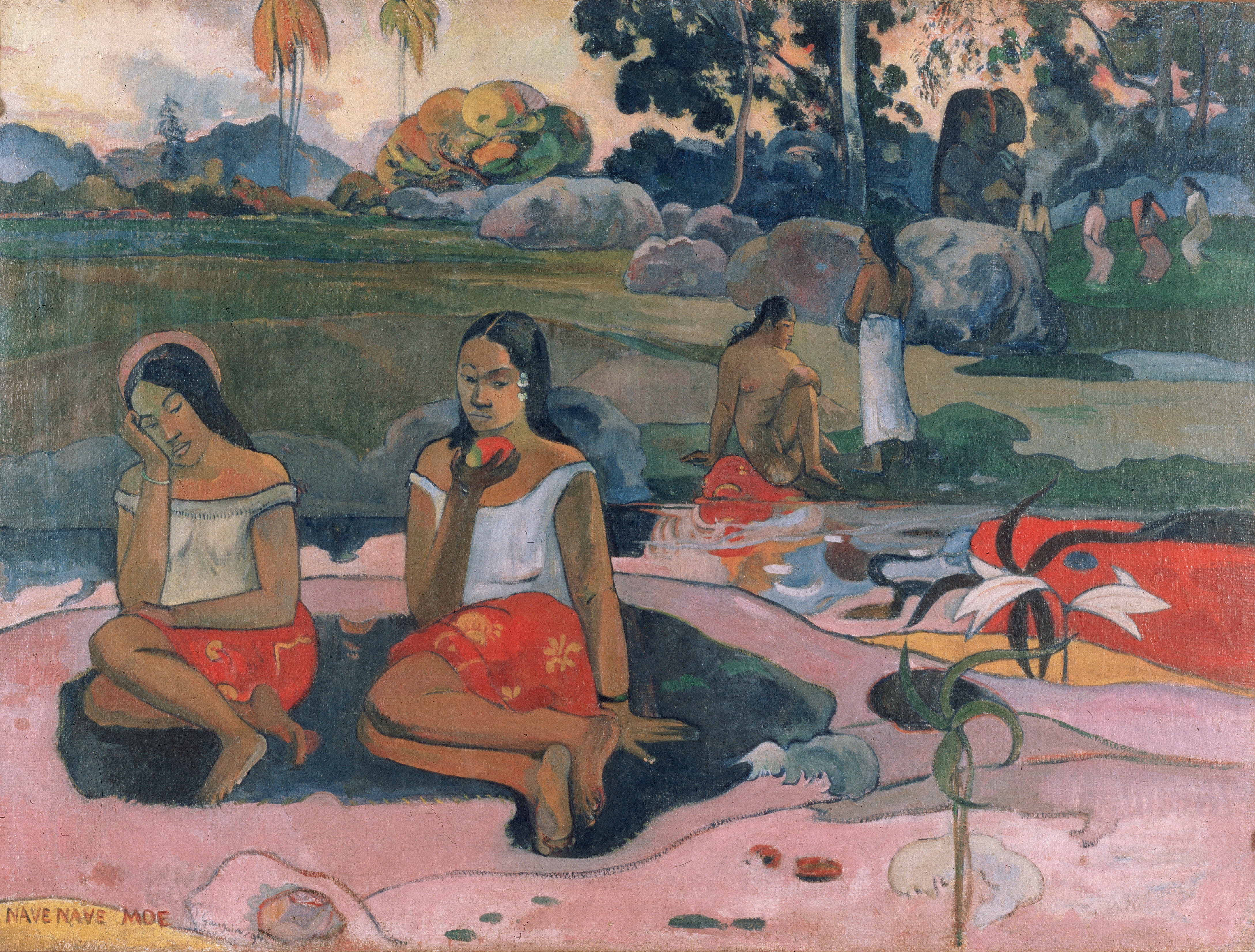
Nave, nave moe, Paul Gauguin
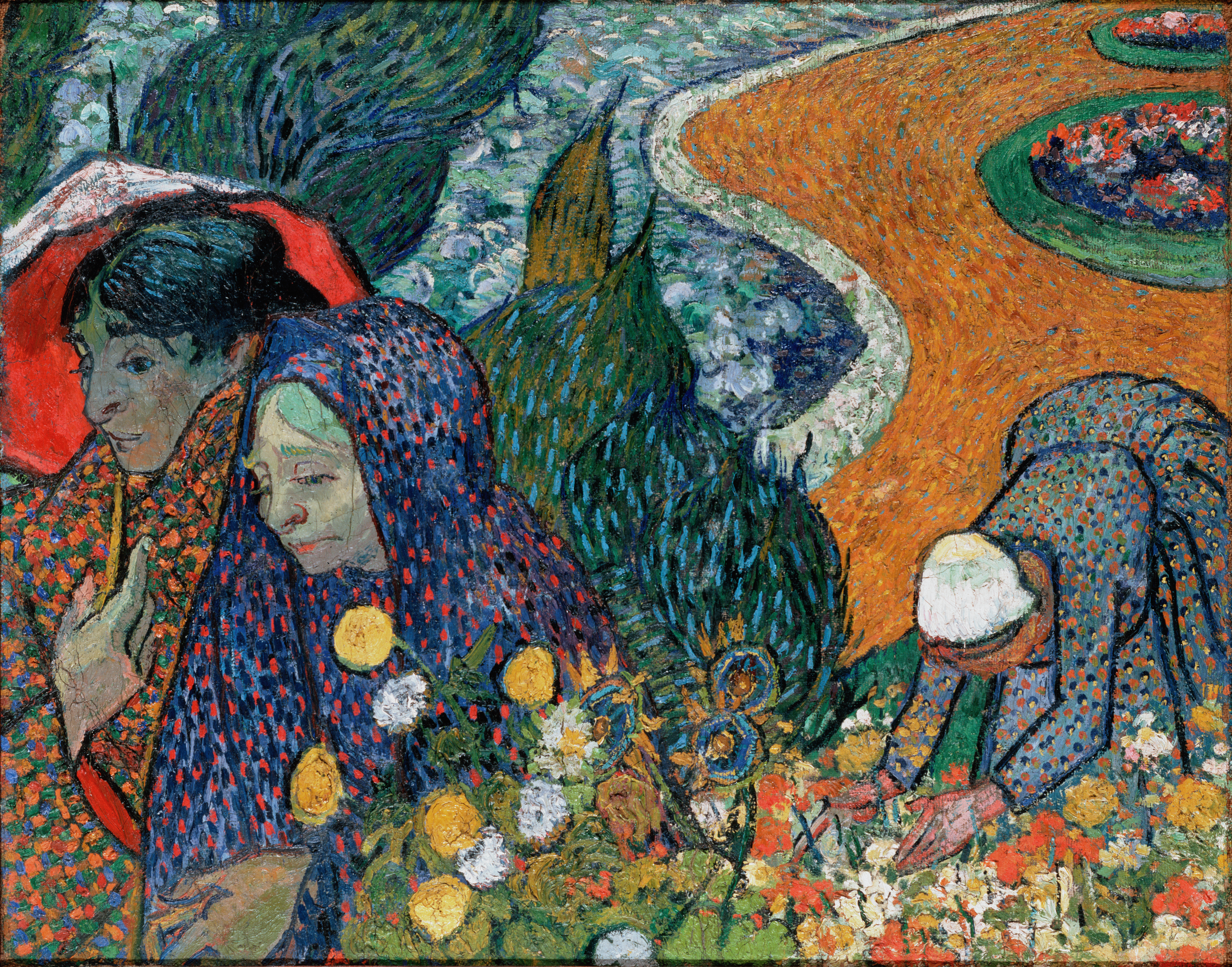
Vincent van Gogh
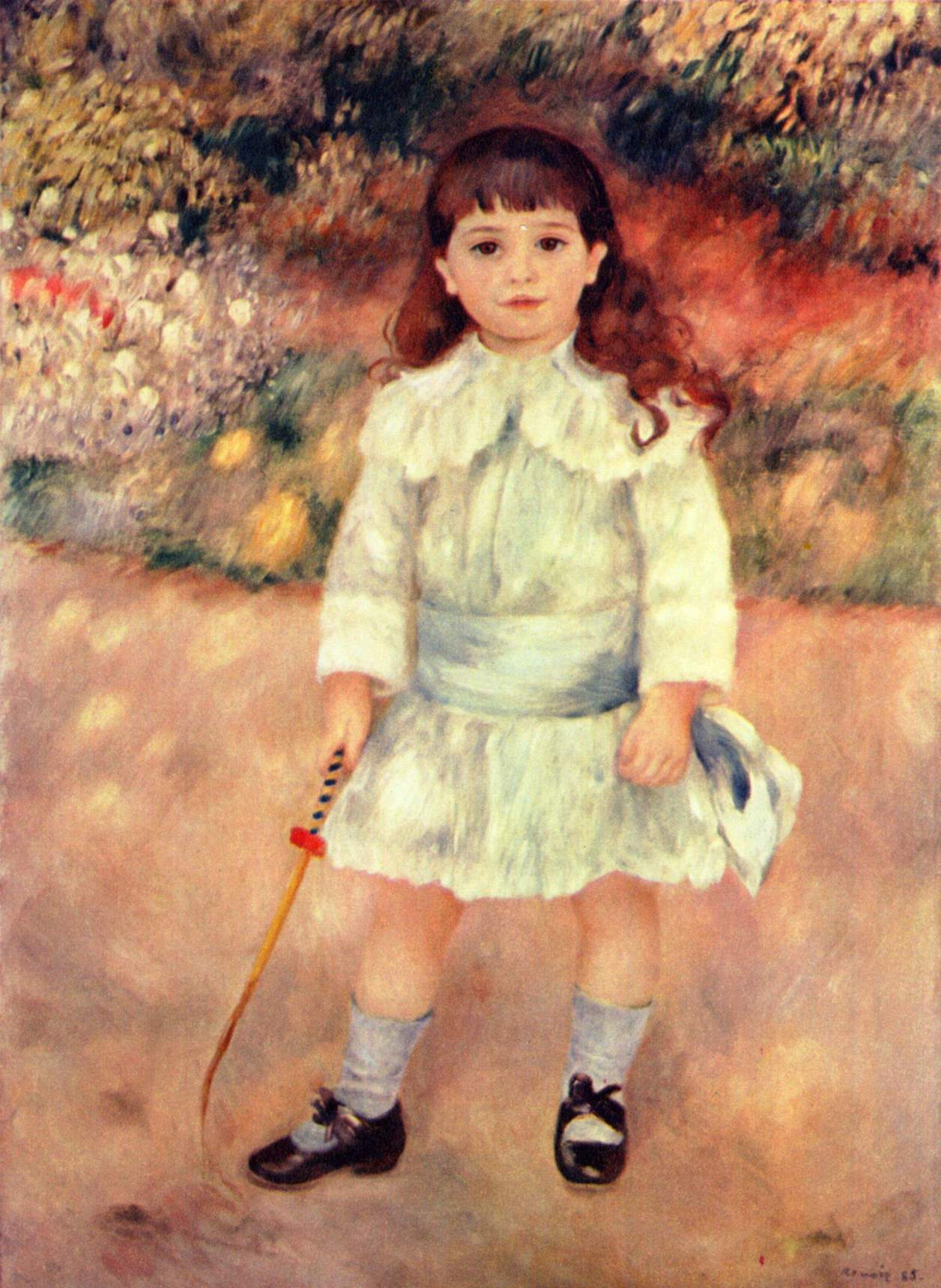
Petite fille avec un cerceau, Renoir

## Alte semnificații ale termenuluiermitaj
Ca substantiv comun, termenul ermitaj poate semnifica:
- locuința unui eremit (călugăr izolat);
- mic palat izolat sau casă retrasă în care posesorii se putea retrage pentru a evita viața zgomotoasă a marilor orașe;
- pavilion izolat în parcul unui castel (de exemplu: ermitajul lui Jean-Jacques Rousseau de la Montmorency).